# Kalendarium inwazji Rosji na Ukrainę – luty i marzec 2022

Mapa pokazująca rozmieszczenie sił ukraińskich i rosyjskich na początku rosyjskiej inwazji na Ukrainę, 24 lutego 2022 roku.

| 2022        | 2023        | 2024        | 2025    |
| ----------- | ----------- | ----------- | ------- |
| —           | styczeń     | styczeń     | styczeń |
| luty        | luty        | luty        |         |
| marzec      | marzec      | marzec      |         |
| kwiecień    | kwiecień    | kwiecień    |         |
| maj         | maj         | maj         |         |
| czerwiec    | czerwiec    | czerwiec    |         |
| lipiec      | lipiec      | lipiec      |         |
| sierpień    | sierpień    | sierpień    |         |
| wrzesień    | wrzesień    | wrzesień    |         |
| październik | październik | październik |         |
| listopad    | listopad    | listopad    |         |
| grudzień    | grudzień    | grudzień    |         |

## Luty 2022

### 24 lutego

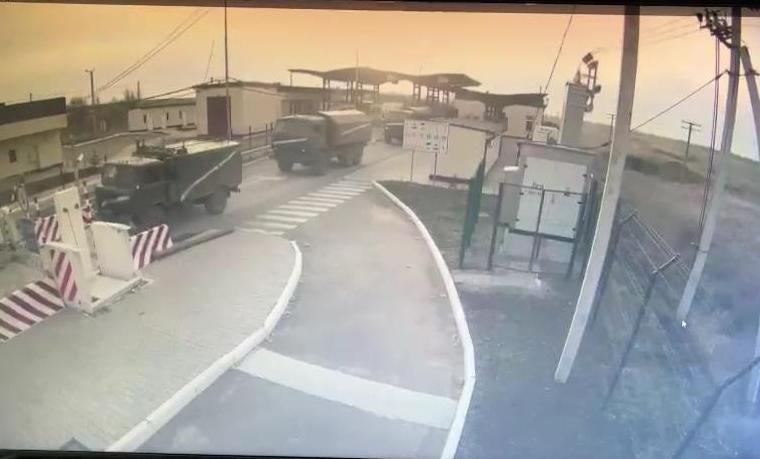
Przejazd rosyjskiej kolumny wojskowej przez ukraińskie przejście graniczne

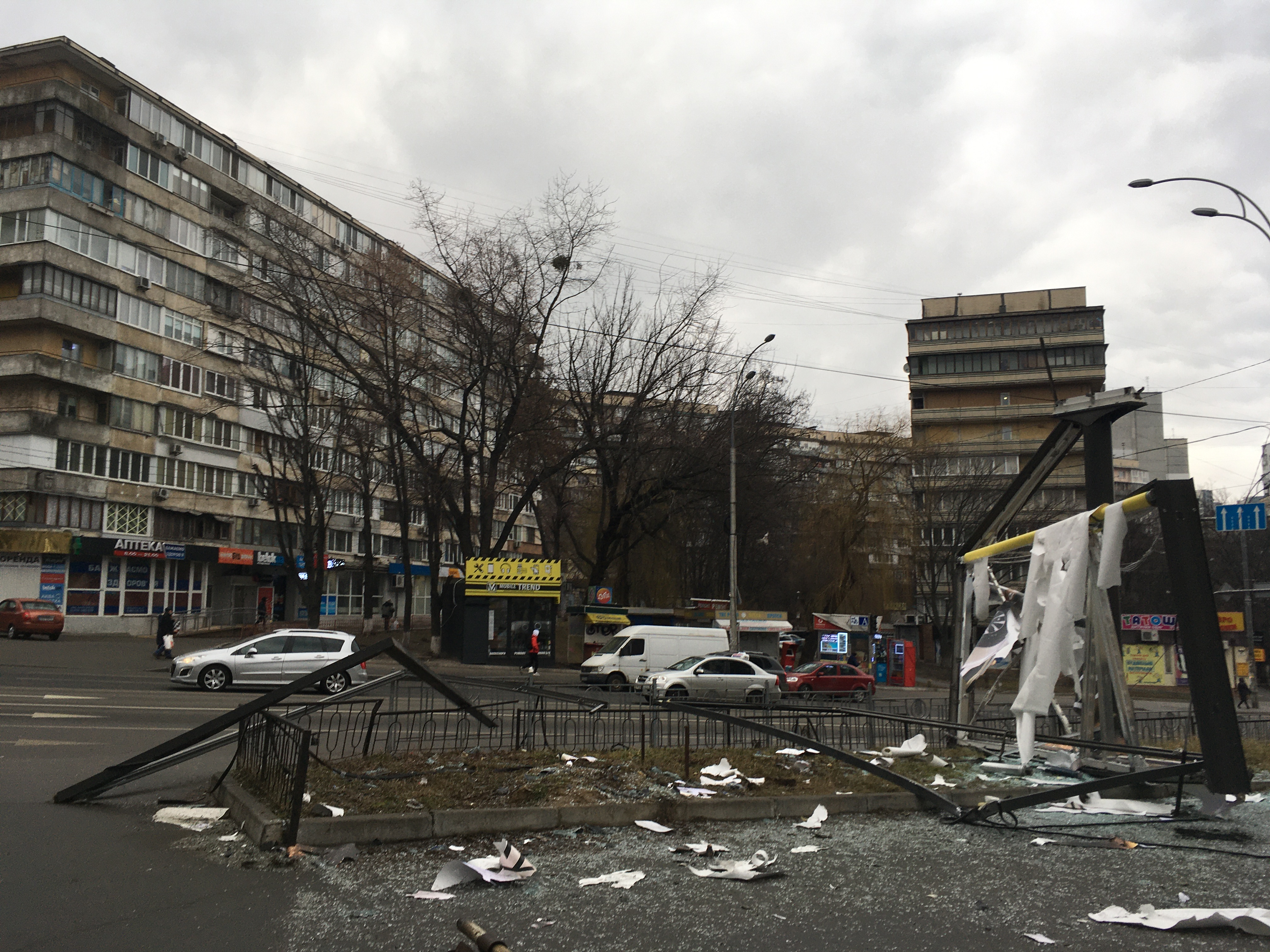
Skutki ataku rakietowego w rejonie hołosijiwskim Kijowa

24 lutego 2022 roku o godzinie 4:55 czasu wschodnioeuropejskiego (5:55 czasu moskiewskiego, 3:55 czasu polskiego) Władimir Putin ogłosił, że podjął decyzję o rozpoczęciu „specjalnej operacji wojskowej” we wschodniej Ukrainie. W przemówieniu Putin powiedział, że nie ma planów okupacji terytorium Ukrainy, że narody Ukrainy mają prawo do niezależności, stwierdził, że Rosja zamierza „zdemilitaryzować i zdenazyfikować” Ukrainę i wezwał ukraińskich żołnierzy do złożenia broni i udania się do domów. Powiedział również, że „cała odpowiedzialność za możliwy rozlew krwi będzie spoczywać wyłącznie na sumieniu reżimu rządzącego na terytorium Ukrainy”.
Stwierdzenie Putina, że neonaziści sprawują kontrolę nad rządem Ukrainy, zostało później skrytykowane, odrzucone jako bezpodstawne i potępione przez US Holocaust Memorial Museum.
Bezpośrednio po przemówieniu Putina o 5:00 czasu wschodnioeuropejskiego (4:00 czasu polskiego) rozpoczęła się inwazja Rosji na Ukrainę. Ataki rakietowe miały miejsce na cele w różnych częściach Ukrainy, w tym w Kijowie i Charkowie. Silnie ostrzelane zostało jedenaście ukraińskich lotnisk, siedziby dowództw i stacje radarowe tworzące kijowską obronę przeciwlotniczą. W nalotach wzięło udział około 75 samolotów i 100 rakiet krótkiego i średniego zasięgu. Uderzenie z powietrza miało na celu zniszczenie kluczowych punktów obrony. Prezydent Ukrainy ogłosił wprowadzenie w całym kraju stanu wojennego.
Ukraińska Służba Graniczna potwierdziła, że jej granice z Rosją i Białorusią zostały zaatakowane: „Ataki na oddziały graniczne, patrole graniczne i punkty kontrolne przeprowadzane są z użyciem artylerii, ciężkiego sprzętu i broni strzeleckiej. Odbywa się to w obwodach ługańskim, sumskim, charkowskim, czernihowskim i żytomierskim”. O godzinie 9 czasu wschodnioeuropejskiego ukraiński Sztab Generalny poinformował, że po stronie rosyjskiej zginęło 50 żołnierzy, zostały zniszczone 4 rosyjskie czołgi oraz zestrzelono 6 rosyjskich samolotów. Niektóre zachodnie media (np. brytyjski Telegraph), wskazują na możliwość używania przez Rosjan mobilnych krematoriów, w których spopielane są zwłoki rosyjskich żołnierzy w celu późniejszego zaniżania strat po swojej stronie.
Wojska rosyjskie wkroczyły przed południem 24 lutego na wschodnią Ukrainę od północy z terenu Białorusi, od wschodu oraz od południa ze strony Krymu, na każdym kierunku napotykając opór ze strony sił zbrojnych Ukrainy. Rosjanie wysadzili desant z ok. 20–30 śmigłowców na leżącym 25 km na północ od Kijowa lotnisku Hostomel, zajmując pasy startowe. Około godziny 17:00 Ukraińcy rozpoczęli kontratak, który po zniszczeniu kilku rosyjskich śmigłowców i zaciętych walkach doprowadził do odzyskania portu lotniczego. Na południu oddziały rosyjskie wdarły się w głąb terytorium Ukrainy, docierając do Dniepru w rejonie Chersonia.
Rosjanie w ciągu dnia bombardowali z powietrza i morza Wyspę Wężową na Morzu Czarnym. Wieczorem Państwowa Służba Graniczna Ukrainy przyznała, że straciła kontakt z jej obrońcami i wyspa została zdobyta. Odpowiedź obrońców na wezwanie do poddania się (ros. Русский военный корабль, иди на хуй) stała się wiralem popularnym wśród Ukraińców i społeczeństw ich wspierających. Porównana została do teksańskiego Remember the Alamo!
Podczas działań wojennych w obwodzie chersońskim szeregowy Witalij Skakun podłożył ładunki wybuchowe i oddając życie, wysadził most nieopodal miasta Geniczesk.
Krótko po godzinie 23:00 (UTC+2) prezydent Wołodymyr Zełenski podpisał dekret o powszechnej mobilizacji wszystkich ukraińskich mężczyzn w wieku od 18 do 60 lat. W wyniku tego Ukraińcy z tej grupy wiekowej otrzymali zakaz opuszczania Ukrainy.

### 25 lutego

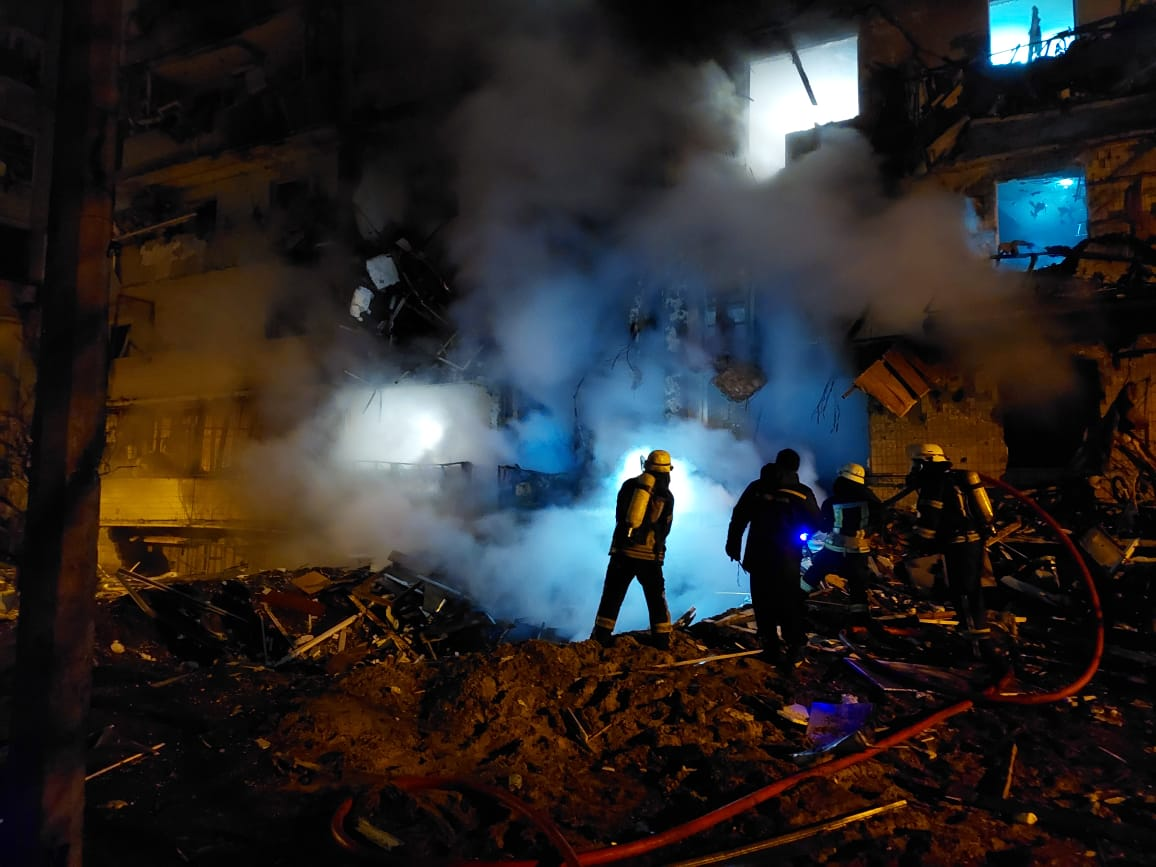
Akcja ratunkowa na ul. Ołeksandra Koszyca 7a w Kijowie, domu ostrzelanym przez Rosjan 25 lutego

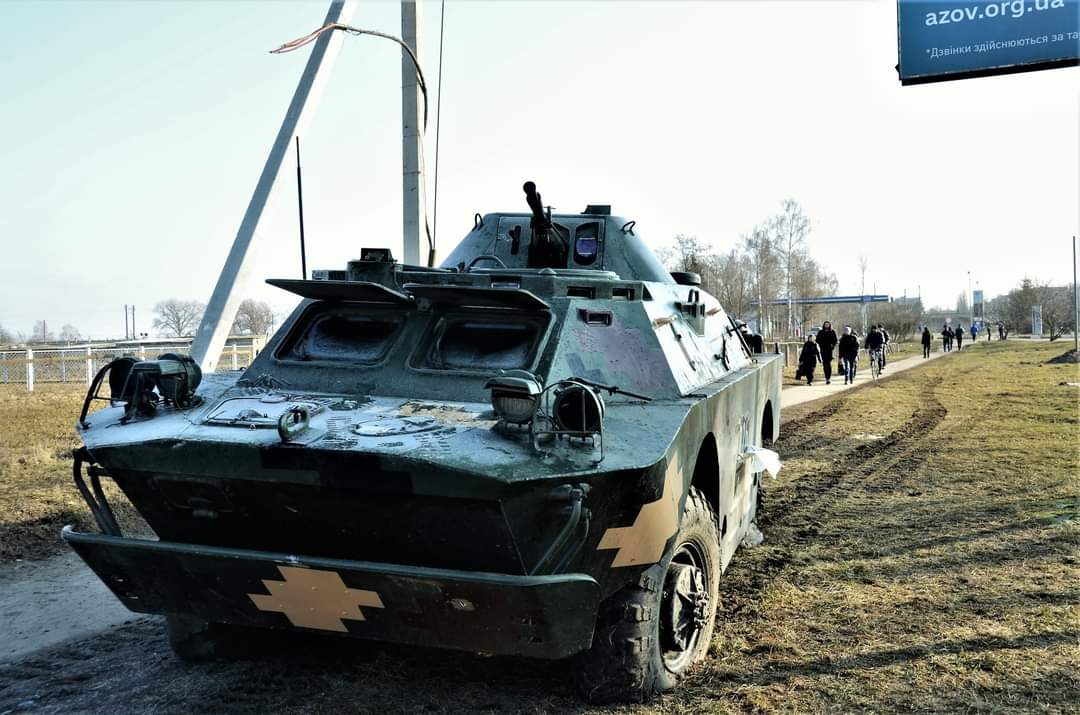
Uszkodzony ukraiński BRDM-2 w czasie obrony miasta Konotop

W nocy z 24 na 25 lutego rakietowy ostrzał celów w Kijowie był kontynuowany. Od północy do przedmieść ukraińskiej stolicy zbliżyły się rosyjskie wojska zmechanizowane, poruszające się po obydwu stronach Dniepru. Ukraińcy wysadzili kilka mostów na rzekach na drodze rosyjskiego natarcia celem jego spowolnienia, jednak Ministerstwo Obrony Ukrainy przyznało, że rosyjskie oddziały rozpoznawcze dotarły do północnych przedmieść Kijowa.
W piątek 25 lutego wojska rosyjskie przejęły również kontrolę nad elektrownią atomową w Czarnobylu, biorąc jej pracowników za zakładników. W ciągu kilku godzin odnotowano wzrost promieniowania z terenu elektrowni. Po wschodniej stronie Dniepru Rosjan spowolniły walki o Czernihów. Część sił obchodziła miasto, by przez Kozielec i dalej drogą E95 przedrzeć się do wschodnich przedmieść Kijowa. Dalej na wschodzie Rosjanie zdobyli Konotop i zaciskali pierścień okrążenia wokół Charkowa. Stosunkowo najmniejsze zmiany nastąpiły na linii frontu z republikami separatystycznymi.
Na południu trwały zacięte walki zwłaszcza w rejonie Mariupola nad Morzem Azowskim – do miasta zbliżył się front od wschodu, dodatkowo na zachód od niego Rosjanie przeprowadzili operację desantową, wysadzając „tysiące” żołnierzy. Rosjanie po ciężkich walkach zdobyli przeprawę na Dnieprze i toczą walki o Chersoń, dotarli też do Melitopola i Mikołajowa.

### 26 lutego

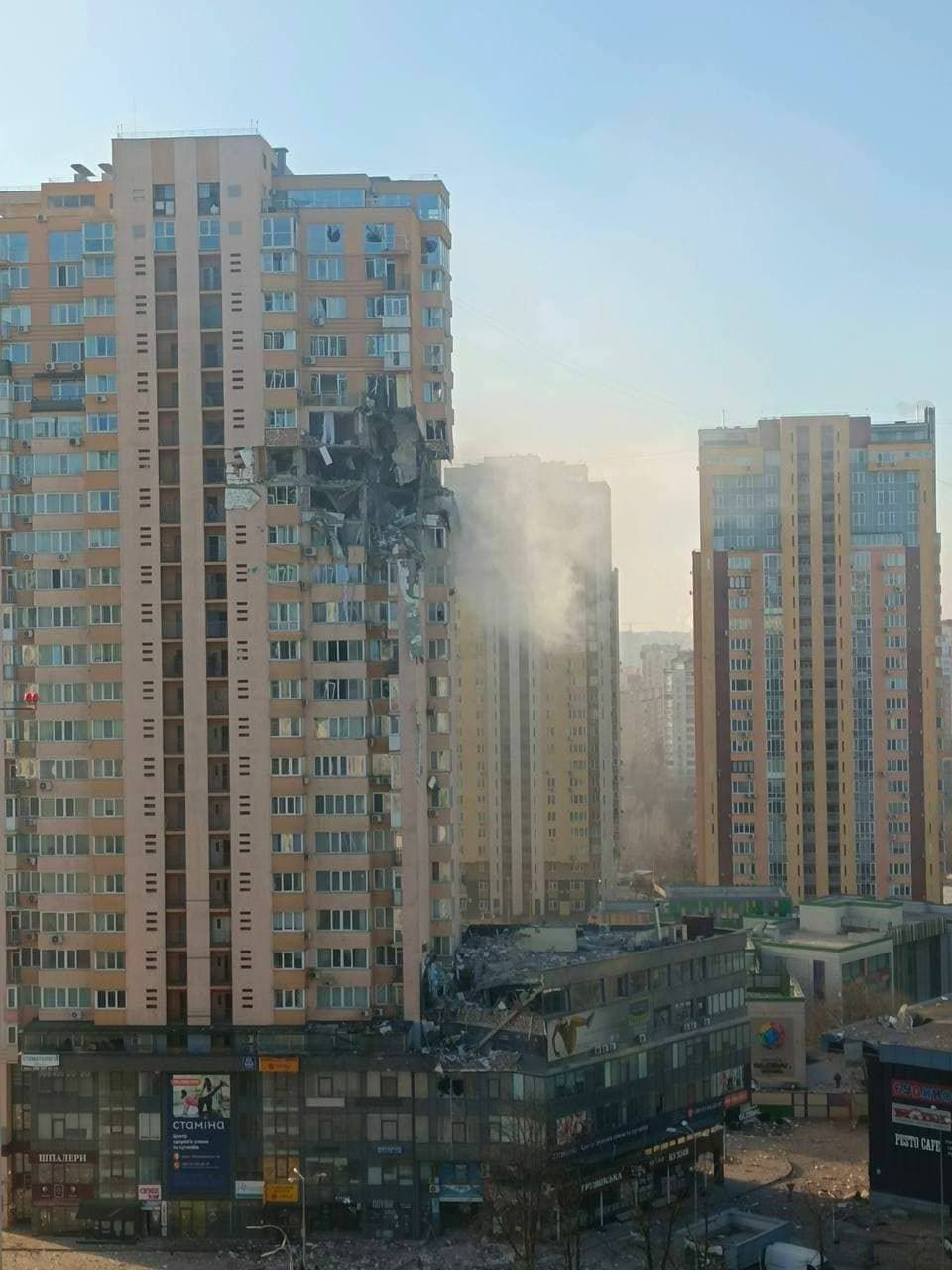
Kijów, wieżowiec przy Prospekcie Łobanowskim 6A po ostrzale 26 lutego

W sobotę 26 lutego trwały nadal ostrzeliwania Kijowa. Media światowe obiegły zdjęcia i nagrania zniszczonego rakietą manewrującą cywilnego wieżowca mieszkalnego. Władze miejskie Kijowa ogłosiły, że godzina policyjna zacznie się w sobotę 26 lutego o godzinie 17:00 i trwać będzie aż do poniedziałku 28 lutego do godziny 8:00 (tj. także przez całą niedzielę, łącznie 39 godzin). Wszyscy znajdujący się na ulicach w tym czasie będą traktowani jako rosyjscy zwiadowcy lub dywersanci. Opuszczenie miejsca zamieszkania dopuszczalne jest jedynie w wypadku nalotu, kiedy należy się udać do najbliższego schronu.
26 lutego w opublikowanym w internecie nagraniu szef Republiki Czeczeńskiej Ramzan Kadyrow poinformował o wysłaniu na Ukrainę czeczeńskich żołnierzy, mających wspierać w działaniach wojsko rosyjskie. Na stronie Gazeta.ua poinformowano, powołując się na doradcę ukraińskiego ministra spraw wewnętrznych Wiktora Andrusowa, że wojska ukraińskie wyeliminowały z walki kolumnę elitarnego oddziału czeczeńskiego, zabijając przy tym jego dowódcę, generała Magomieda Tuszajewa.
Tego samego dnia przestało działać prawie 40 rosyjskich stron internetowych (m.in. Kremlin.ru, dużych rosyjskich banków). Agencja prasowa Ukrinform poinformowała, że było to efektem pracy hakerów działających na zalecenie ukraińskiego rządu i odpowiedzią na rosyjski cyberatak, do którego doszło w środę 23 lutego, dzień przed inwazją rosyjskich wojsk na Ukrainę.

### 27 lutego

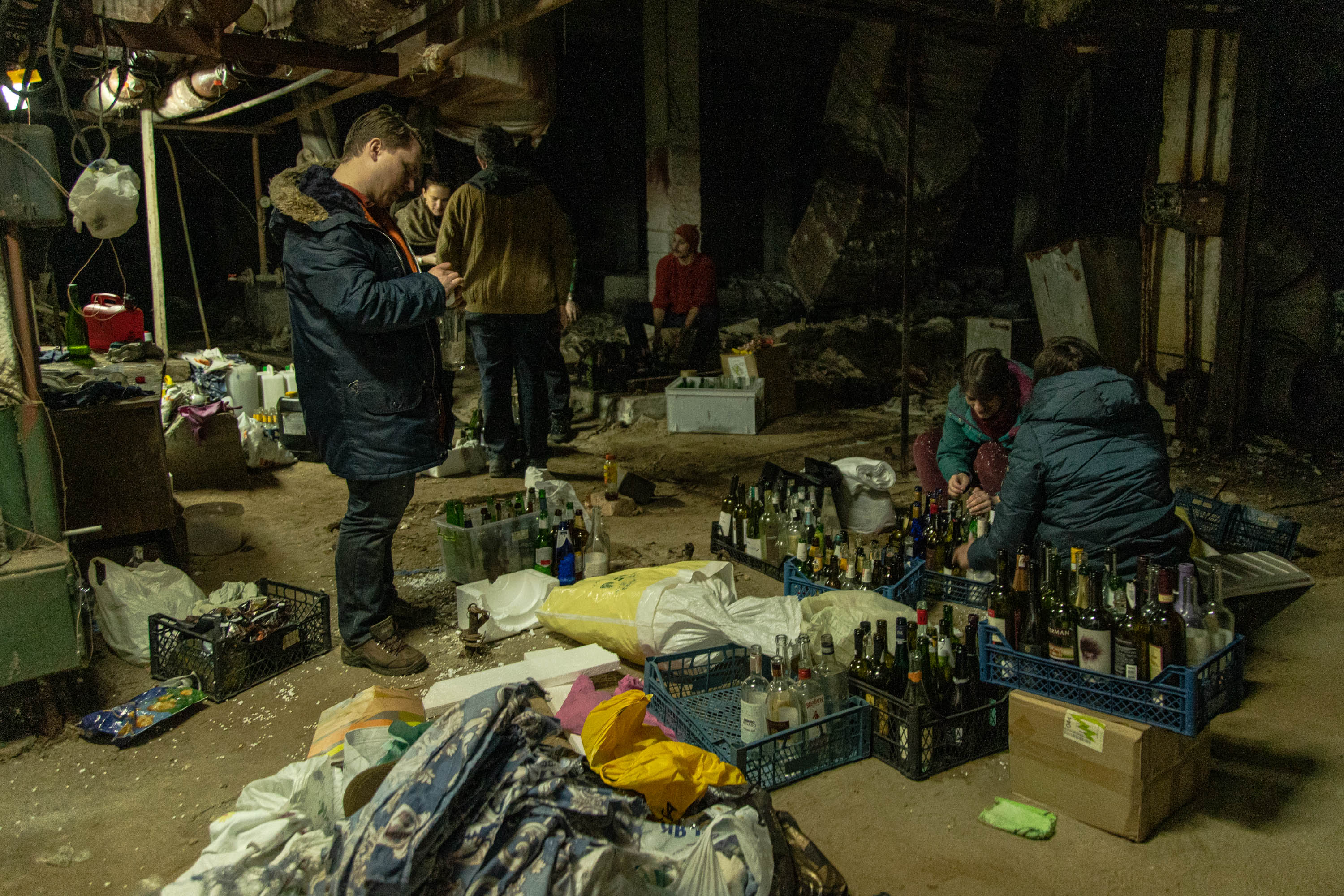
Mieszkańcy Kijowa przygotowują koktajle Mołotowa

Nocą, podobnie jak w poprzednich dniach, wykonywane były przez Rosjan uderzenia rakietowo-powietrzne na całym terytorium Ukrainy, prowadzono ostrzał artyleryjski i przeprowadzano ataki dywersyjne w rejonach walk. Zniszczone zostały składy paliw w Wasylkowie pod Kijowem. Grupy dywersyjno-rozpoznawcze dotarły do obwodu czerkaskiego w środkowej części kraju. Wojska rosyjskie okrążały Kijów od zachodu (w tym z rozszerzającym uderzeniem na Korosteń), północy i wschodu (po ominięciu broniącego się garnizonu w Czernihowie). W trakcie zaciętych walk o Charków, po północy Rosjanie wysadzili rurociąg pod miastem i wdarli się do miasta, ale zostali wyparci. Część sił ominęła miasto i doszła do Połtawy. W okrążeniu walczył Mariupol, broniły się miasta: Sumy i Mikołajów. Mimo przewagi Rosjanie wciąż nie opanowali nieba nad Ukrainą – ukraińskie siły powietrzne i obrona przeciwlotnicza wciąż zachowywały zdolność bojową.
Ukraińcy oszacowali dotychczasowe straty Rosjan na 150 czołgów, 706 pojazdów opancerzonych, 27 samolotów, 26 śmigłowców i około 4300 ludzi. W celu oddziaływania na nastroje społeczne w Rosji Ukraińcy uruchomili gorącą linię informacyjną, za pomocą której udostępniane są dane o poległych i jeńcach. W ciągu doby do oddziałów obrony terytorialnej zgłosiło się 37 tysięcy ochotników. Prezydent Zełenski ogłosił utworzenie Międzynarodowego Legionu Obrony Terytorialnej Ukrainy, do którego mogą zaciągać się cudzoziemscy ochotnicy.
Rosjanie wciąż nie osiągnęli żadnego spektakularnego sukcesu, ale systematycznie zajmowali coraz większy obszar kraju. W wielu regionach, zwłaszcza w okrążonych miastach, nasilały się problemy z dostępem do żywności i paliw. 27 lutego po południu Rosja po raz pierwszy w tym konflikcie wystrzeliła (z terytorium Białorusi) w kierunku Ukrainy rakiety Iskander, które uderzyły w okolicach Żytomierza.

### 28 lutego
Strona ukraińska poinformowała o rosnących stratach i demoralizacji wojsk rosyjskich. Ograniczać jednak zaczęła informacje o sytuacji wojskowej (Rosjanie nie podawali takich danych od początku). Toczyły się walki wokół Kijowa, miasto wciąż nie zostało okrążone (dojazd jest od południa i wschodu). Rosjanie na południu zajęli Berdiańsk i (prawdopodobnie) Enerhodar, dotarli też do Wasylówki. W rejonie Chersonia i Mikołajowa najwyraźniej nie poczynili postępów. Nie było danych o sytuacji w okrążonych miastach (Czernihów, Sumy, Mariupol). Toczyły się walki o Charków, który został ostrzelany przez Rosjan rakietami Grad – pociski spadły m.in. na osiedla mieszkalne, powodując dużą liczbę ofiar wśród cywili. Pojawiły się też doniesienia o kolejnej rakiecie Iskander, która uderzyła w jedną z dzielnic Kijowa. Zmienna sytuacja panowała w rejonie Donbasu. W Kijowie i Odessie aktywni byli dywersanci. W niektórych miastach doszło także do szabrownictwa i okradania sklepów, na co władze lokalne zareagowały zapowiedzią karania śmiercią na miejscu. Orientacyjny bilans strat rosyjskich podanych przez stronę ukraińską wynosił 5300 ludzi, 191 czołgów, 816 pojazdów opancerzonych, 29 samolotów, 29 śmigłowców. Po stronie ukraińskiej zginęło od początku konfliktu 352 cywilów, w tym 14 dzieci.
Prezydent Zełenski podpisał wniosek o członkostwo Ukrainy w Unii Europejskiej. Wniosek we wspólnym liście otwartym poparli prezydenci Polski, Czech, Słowacji, Słowenii, Litwy, Łotwy, Estonii i Bułgarii, wzywając jednocześnie do szybkiego podjęcia kroków w celu natychmiastowego przyznania Ukrainie statusu kraju kandydującego do UE i rozpoczęcia procesu negocjacji.

## Marzec 2022

### 1 marca

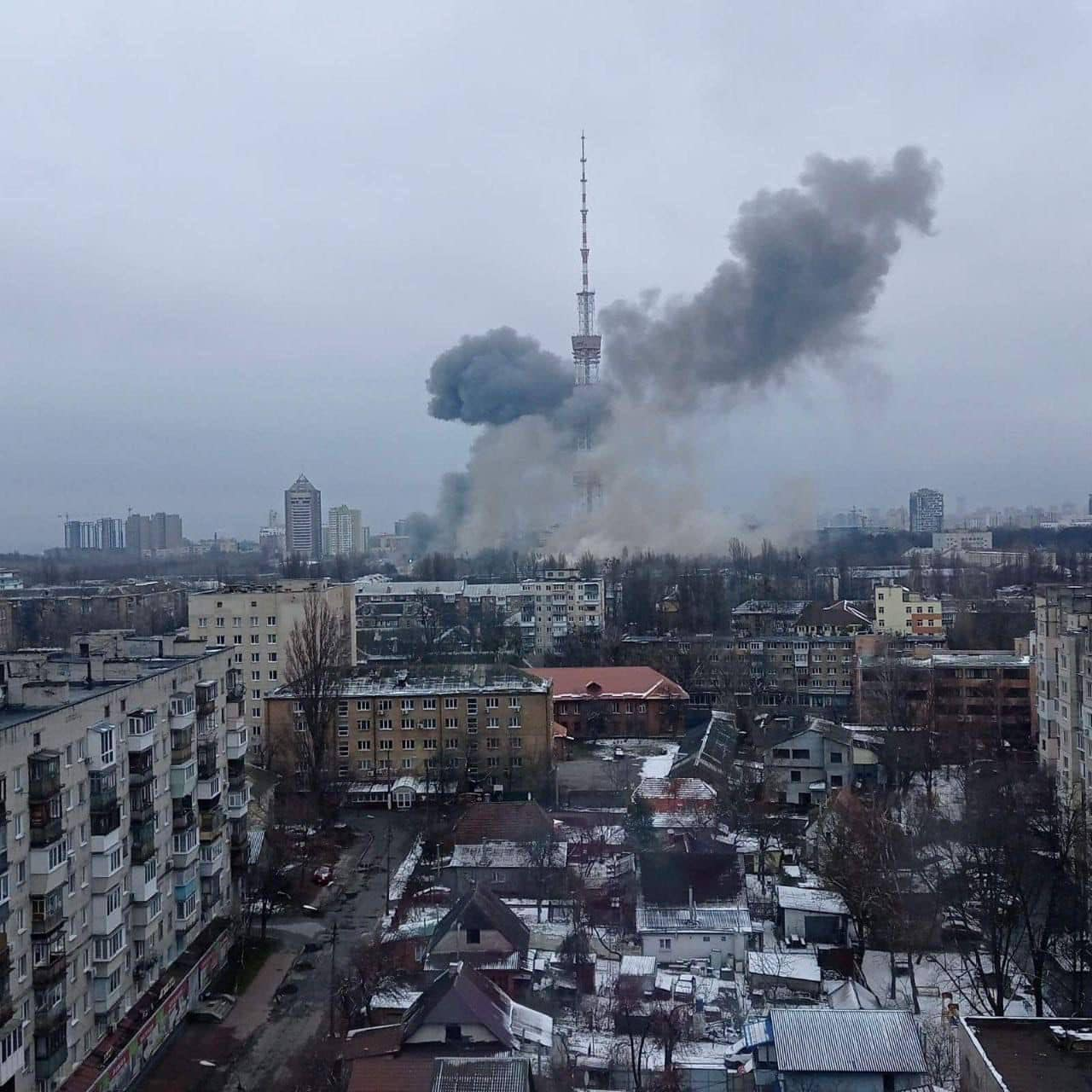
Moment bombardowania wieży telewizyjnej w Kijowie rosyjskimi rakietami

Według gubernatora obwodu sumskiego, ponad 70 ukraińskich żołnierzy zginęło podczas rosyjskiego ostrzału bazy wojskowej w Ochtyrce. W zmasowanym ostrzale Charkowa przez Rosjan zginęło 10 cywilów, 35 osób zostało rannych; ostrzelano m.in. Plac Wolności w Charkowie, jeden z największych placów miejskich na świecie. Z kolei na południu Ukrainy siły rosyjskie atakowały miasto Chersoń.

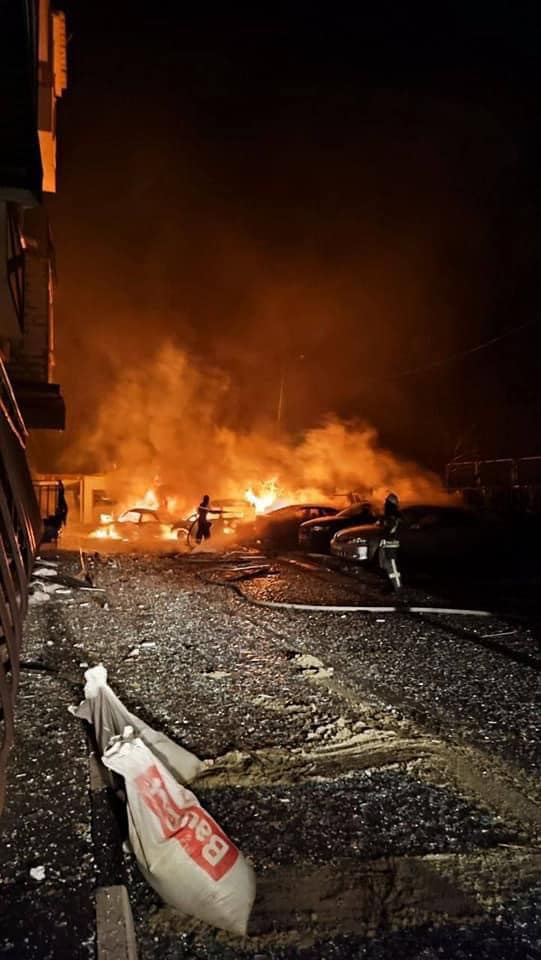
Pożar po rosyjskim ostrzale rakietowym Charkowa

Rada Najwyższa Ukrainy poinformowała rano, że wojska białoruskie przyłączyły się do inwazji Rosji i wkroczyły do obwodu czernihowskiego, co potwierdził później rzecznik ukraińskich wojsk obrony terytorialnej. Agencja UNIAN stwierdziła, że do regionu wjechała kolumna 33 pojazdów wojskowych. Natomiast Stany Zjednoczone stwierdziły, że nic na to nie wskazuje. Kilka godzin wcześniej prezydent Białorusi Alaksandr Łukaszenka powiedział, że Białoruś nie przyłączy się do wojny, a wojska rosyjskie nie atakują Ukrainy z terytorium białoruskiego. Doniesienie o potencjalnym włączeniu się wojsk białoruskich do konfliktu powtarzało się kilka razy.
Rosyjskie Ministerstwo Obrony ogłosiło, że zaatakuje ukraińskie obiekty, aby powstrzymać „ataki informacyjne”. Chwilę później pociski uderzyły w infrastrukturę nadawczą głównych wież telewizyjnych i radiowych w Kijowie, co spowodowało przerwanie nadawania kanałów TV. Według ukraińskich urzędników w ataku zginęło co najmniej pięć osób i uszkodzono pobliskie Centrum Pamięci Holokaustu Babi Jar, główne miejsce pamięci o Holokauście na Ukrainie.
Urzędnik z Departamentu Obrony Stanów Zjednoczonych podał, że siły rosyjskie zdobyły Berdiańsk i Melitopol. Dodał również, że Rosja wystrzeliła na Ukrainę około 400 pocisków, rozmieściła wyrzutnie zdolne do wystrzeliwania broni termobarycznej, a na terenie Ukrainy znajdowało się około 80% sił rosyjskich, które zgromadzono pod granicą ukraińską, z czego niektórym jednostkom albo zabrakło żywności i paliwa, albo się poddały.

### 2 marca

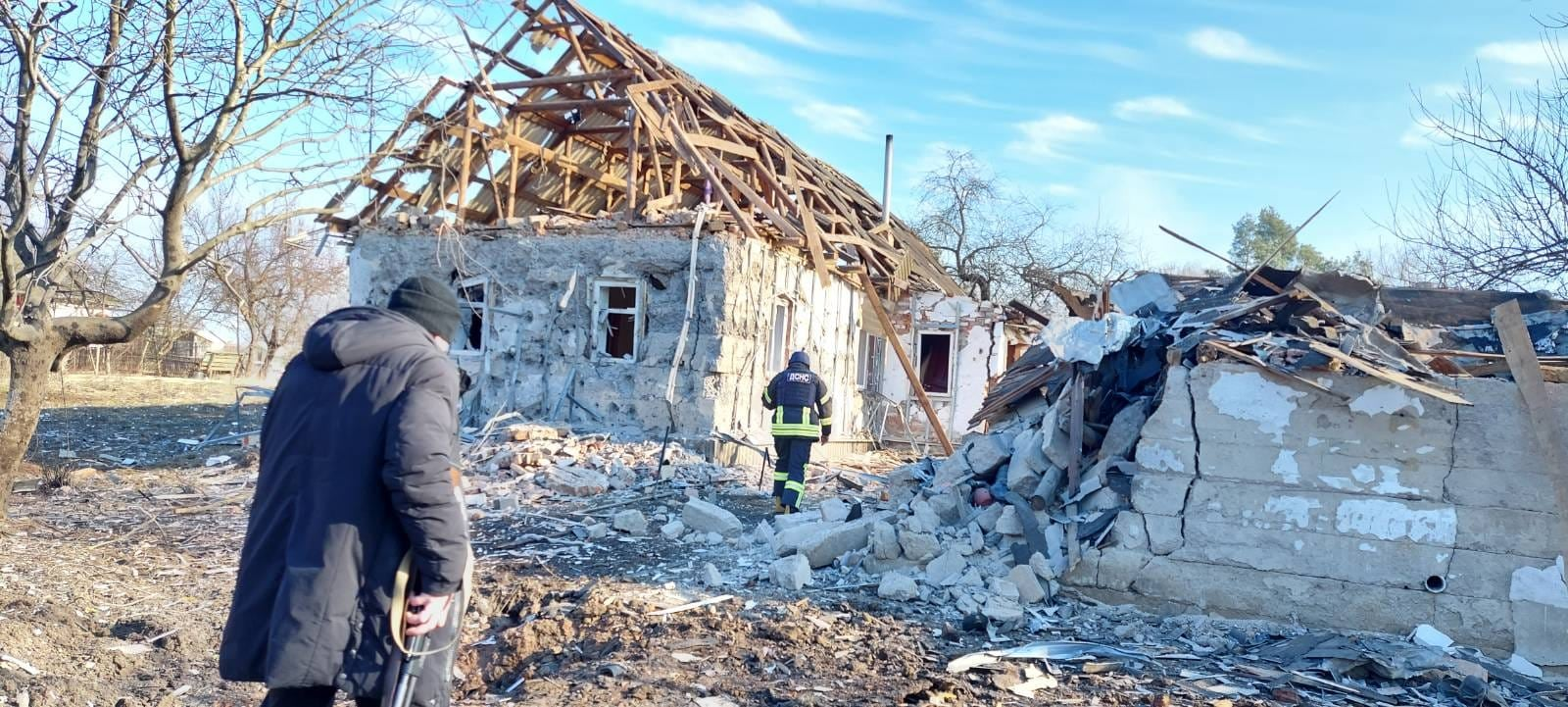
Ruiny wioski w obwodzie czernihowskim

Agencja informacyjna Interfax-Ukrajina podała, że przez sześć dni od początku wojny na Ukrainie zginęło ponad 2000 cywilów. Ukraińskie wojsko poinformowało, że rosyjscy spadochroniarze zaatakowali szpital wojskowy w północno-zachodnim Charkowie. Z kolei gubernator Dmytro Żywycki podał, że o 1:03 czasu lokalnego wojska rosyjskie zdobyły miasto Trościaniec w obwodzie sumskim.

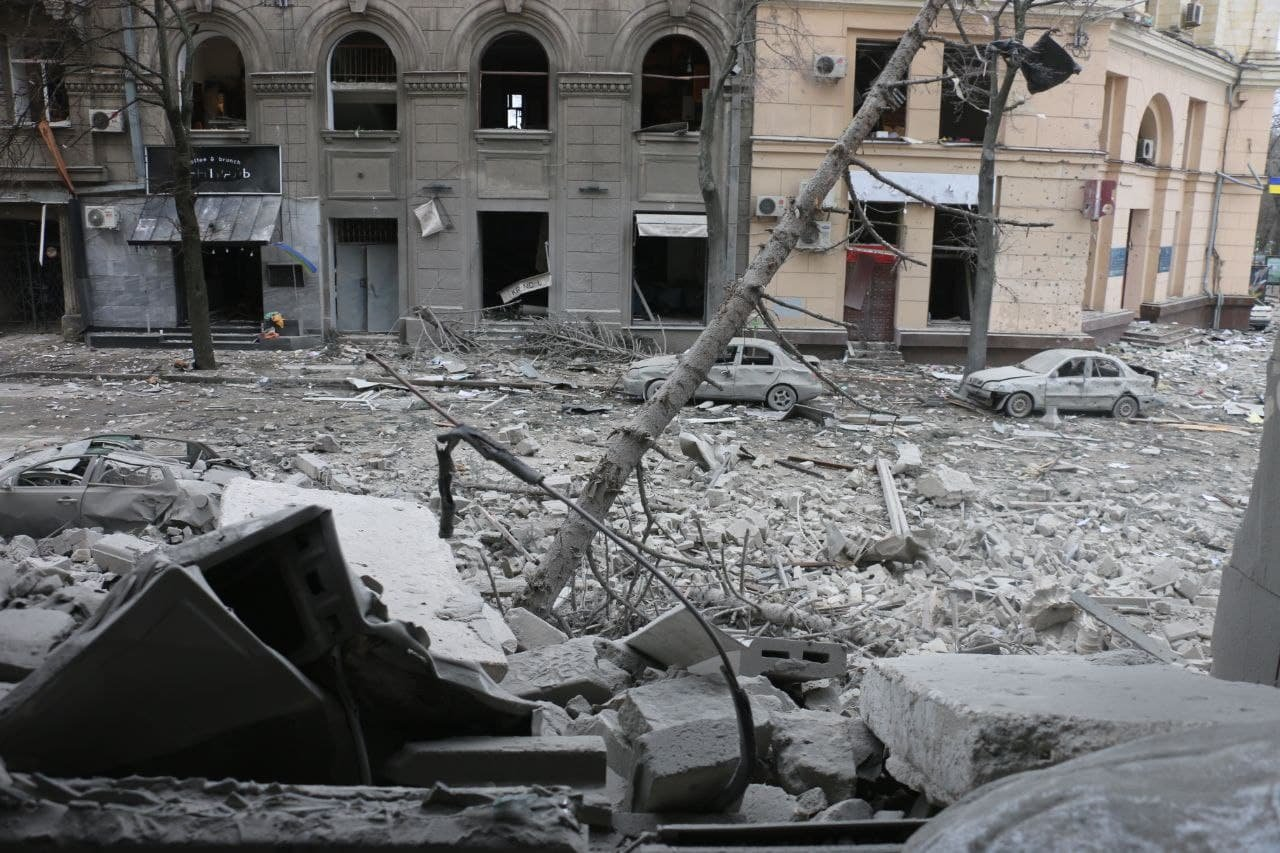
Zniszczona ulica Charkowa

Ukraiński doradca Ołeksij Arestowycz powiedział, że wojska ukraińskie po raz pierwszy od początku wojny przeszły do ofensywy, posuwając się w kierunku Gorłówki, która od 2014 roku znajdowała się pod kontrolą samozwańczej Donieckiej Republiki Ludowej. Po południu ukraińskie wojska również wyprowadziły kontruderzenie na skrzydło rosyjskich wojsk próbujących od zachodu okrążyć Kijów, angażując do tego dwie brygady trzymane dotąd w odwodzie. W wielu miejscach przełamały rosyjską obronę i odbiły miejscowość Makarów. Dwa pociski manewrujące 3M-54 Kalibr uderzyły w szpital w Czernihowie po tym, jak wojska rosyjskie zostały zmuszone do odwrotu. Siły rosyjskie przeprowadziły również naloty na Charkowski Uniwersytet Narodowy i lokalną policję. Z kolei mer Mariupola, Wadym Bojczenko, poinformował o „dziesiątkach” ofiar śmiertelnych wśród cywili i braku wody w wyniku „nieustannych” rosyjskich ostrzałów na dzielnice mieszkalne.

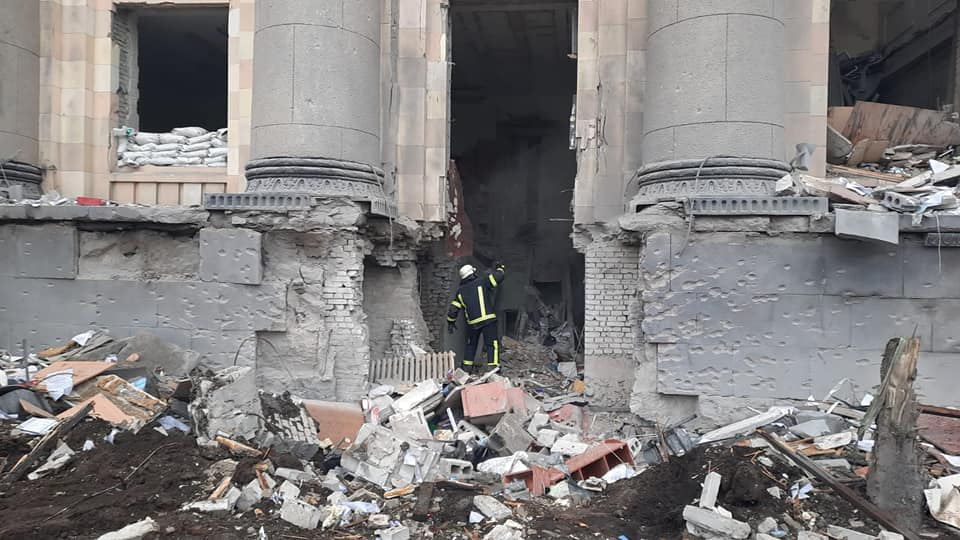
Budynek administracji w Charkowie zniszczony w czasie ostrzału rakietowego

W międzyczasie Rosja podała, że zdobyła Chersoń, jednak Arestowycz zaprzeczył tym doniesieniom. Później mer Chersonia potwierdził, że miasto padło pod naporem Rosjan. Rosja podała również, że jej wojska zdobyły Zaporoże, największą elektrownię jądrową w Europie. Międzynarodowa Agencja Energii Atomowej potwierdziła, że elektrownia jest pod rosyjską kontrolą, jednak jej personel nadal wykonuje swoje obowiązki.
Ukraińska prawda, powołując się na ukraińskie źródła wywiadowcze, poinformowała, że były prezydent Ukrainy, Wiktor Janukowycz, przebywał w Mińsku na Białorusi. Zamiarem Rosji miało być ogłoszenie Janukowycza prezydentem w przypadku, gdyby rosyjskie siły przejęły kontrolę nad Kijowem. Według niektórych analityków Putin mógłby mianować prorosyjskiego Wiktora Medwedczuka prezydentem w przypadku, gdyby Ukraina się poddała. Pojawiły się również pierwsze informacje o cudzoziemcach włączających się w obronę Ukrainy, w tym ochotnikach z Białorusi.

### 3 marca

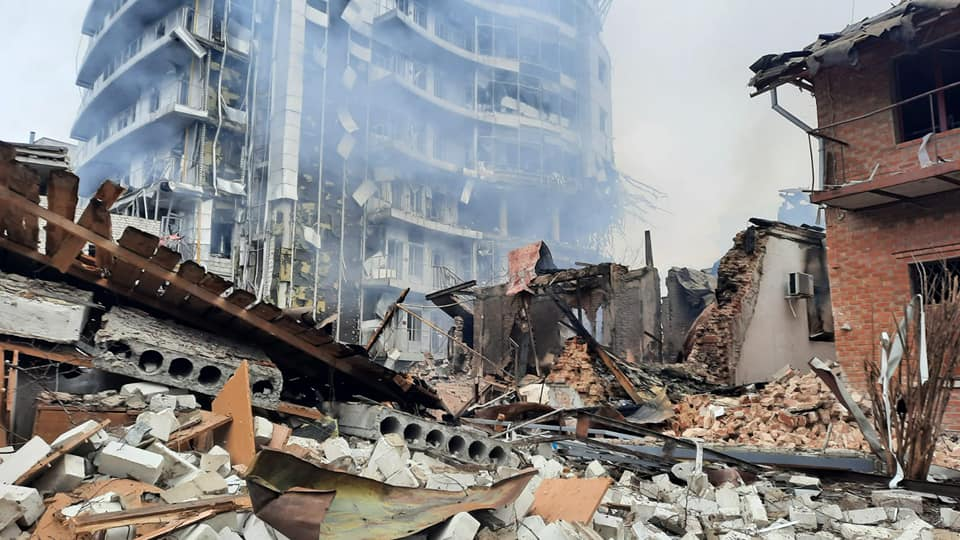
Ruiny budynków w Charkowie po ostrzale rakietowym

Ukraińskie Radio Swoboda, powołując się na organizację weteranów Braterstwo Bojowe w obwodzie kirowskim, poinformowało o śmierci zastępcy dowódcy rosyjskiej 41. Armii Połączonych Sił Lądowych, generała-majora Andrieja Suchowieckiego. Jest to pierwszy tak wysoki rangą generał, którego śmierć została potwierdzona (kilka dni wcześniej, 26 lutego, zginął czeczeński generał Magomied Tuszajew). Suchowiecki zginął pod Mariupolem.
Z kolei ukraiński sztab generalny poinformował, że od początku inwazji zginęło 9 tys. rosyjskich żołnierzy oraz zniszczono m.in. ponad 217 czołgów i 900 wozów opancerzonych. Gubernator obwodu czernihowskiego stwierdził, że co najmniej 33 osoby zginęły, a co najmniej 18 innych zostało rannych w rosyjskich nalotach na osiedla mieszkaniowe w Czernihowie. Zostały zniszczone dwie szkoły i kilka domów, wiele budynków zostało uszkodzonych. Ponadto 13 studentów zginęło na Uniwersytecie Narodowym w Charkowie po tym, jak rosyjski pocisk uderzył w akademik Akademii Kultury. Wśród zmarłych jest czterech Chińczyków i jeden Hindus. Stany Zjednoczone podały, że ok. 90% sił rosyjskich, które zgromadziły się wokół granicy Ukrainy, wkroczyło do kraju. Ponadto od początku wojny na Ukrainę wystrzelono ponad 480 rosyjskich rakiet.

### 4 marca

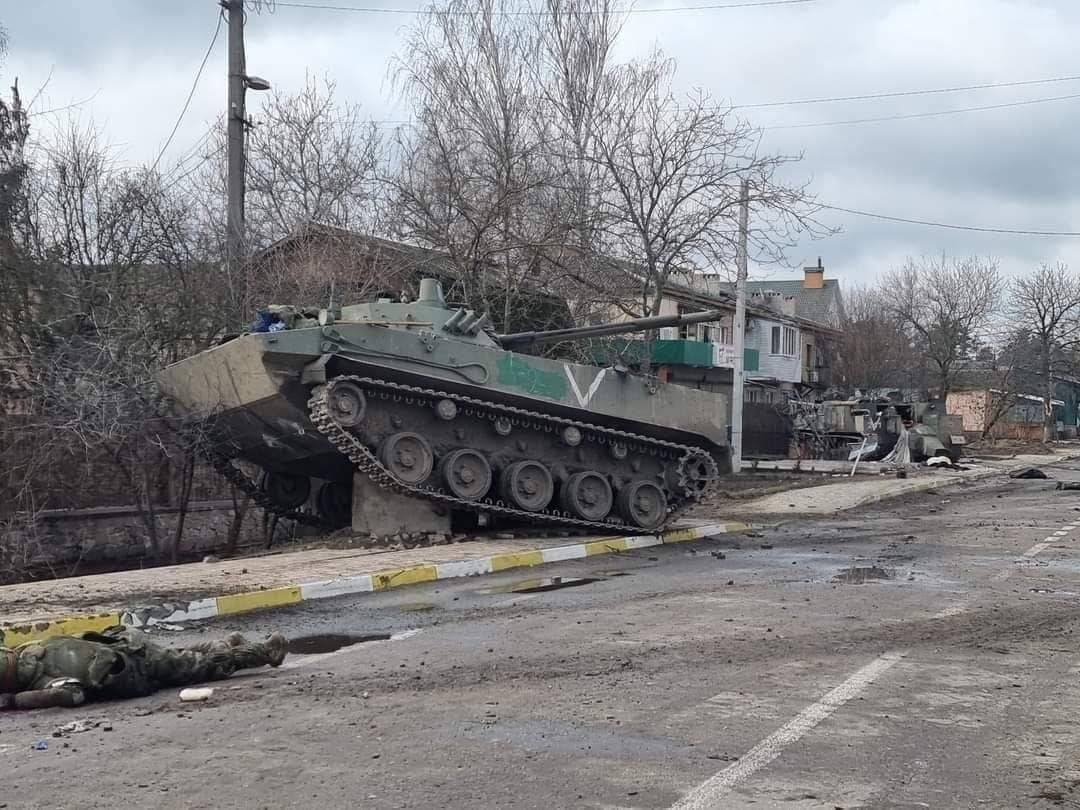
Rozbita rosyjska kolumna wojsk powietrznodesantowych

W Zaporoskiej Elektrowni Jądrowej w Enerhodarze po północy wybuchł pożar w wyniku nocnego ostrzału przez wojska rosyjskie, który nad ranem został ugaszony. Trzech ukraińskich żołnierzy zginęło, a dwóch zostało rannych. Żaden z reaktorów nie został uszkodzony. Następnie elektrownia została zajęta przez Rosjan. Rzecznik Ministerstwa Obrony Federacji Rosyjskiej, gen. Igor Konaszenkow, stwierdził, że była to próba prowokacji ukraińskiej grupy dywersyjnej, której celem było oskarżenie Rosji o „stworzenie siedliska skażenia radioaktywnego”. Z kolei sekretarz Rady Bezpieczeństwa Narodowego i Obrony Ukrainy Ołeksij Daniłow powiedział, że ostrzał elektrowni został przeprowadzony wyłącznie przez stronę rosyjską. W odpowiedzi były premier Ukrainy Mykoła Azarow stwierdził, że operacja została dokładnie przemyślana i są dowody na to, że była to prowokacja ze strony armii ukraińskiej.
Mer Mikołajowa poinformował o wyparciu wojsk rosyjskich z miasta, jednak walki trwały nadal na jego obrzeżach. Z kolei Ośrodek Studiów Wschodnich podał, że Rosjanie zostali wyparci z podkijowskich miejscowości Bucza i Vorzel, jednak kontynuowali operację oskrzydlenia Kijowa po prawej stronie Dniepru.
Tego dnia sytuacja na frontach była ustabilizowana. Ukraiński kontratak na zachód od Kijowa z poprzednich dni nie przyniósł rozstrzygnięcia i wojska rosyjskie próbowały posuwać się dalej. Od wschodu rosyjskie czołówki podeszły bliżej, na kilkadziesiąt kilometrów od Kijowa, w pobliże Boryspola. Rosyjski atak jednak zwolnił, prawdopodobnie z powodu dalszych kłopotów z dowozem zaopatrzenia, utrudnianym przez ataki ukraińskie na tyłach. Z dużych miast, nadal bronił się okrążony Czernihów oraz Charków. Część sił rosyjskich obeszła jednak Charków i atakowała w stronę Połtawy. Walki nadal trwały w Donbasie, a atak w rejonie Wołnowachy odciął oblegany i ostrzeliwany Mariupol od reszty Ukrainy. Walki na południu toczyły się również pod Mikołajowem.
Według analityków, prawie całe rosyjskie siły zgromadzone do inwazji już tego dnia znalazły się w granicach Ukrainy i prawdopodobnie rozpoczęto wymianę oddziałów na świeższe. Sekretarz generalny NATO Jens Stoltenberg odrzucił prośbę Ukrainy o nałożenie strefy zakazu lotów nad krajem, stwierdzając, że doprowadziłoby to do pełnej wojny z Rosją. Stany Zjednoczone podały, że Rosja wystrzeliła ponad 500 rakiet na Ukrainę, a jej konwój na północ od Kijowa znajdował się ok. 24 km od stolicy. Ponadto pojawiły się pierwsze doniesienia o gwałtach dokonywanych przez rosyjskich żołnierzy.

### 5 marca

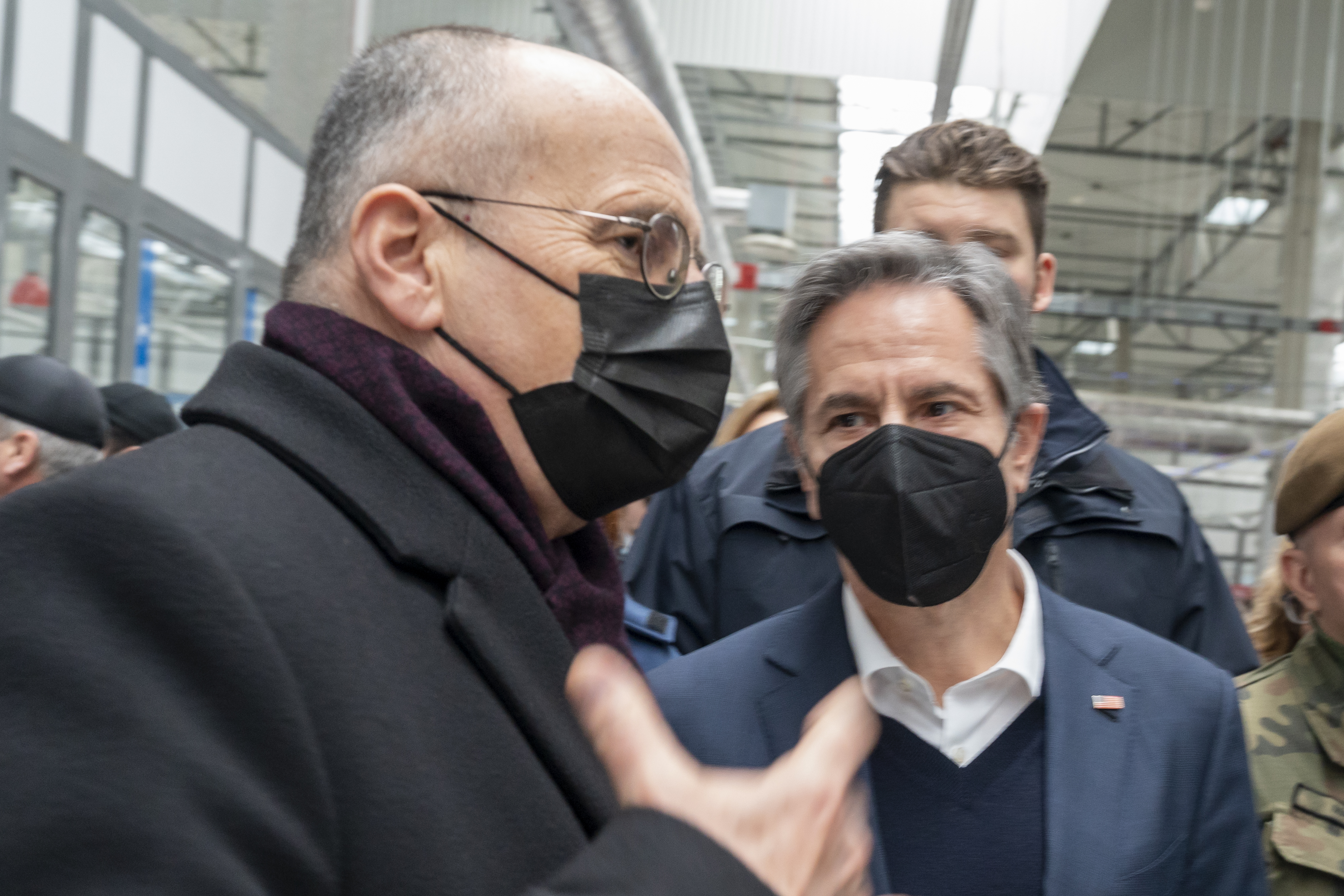
Minister spraw zagranicznych Zbigniew Rau z Sekretarzem Stanu USA Anthonym Blinkenem w punkcie recepcyjnym dla uchodźców. Korczowa, 5 marca 2022 roku}

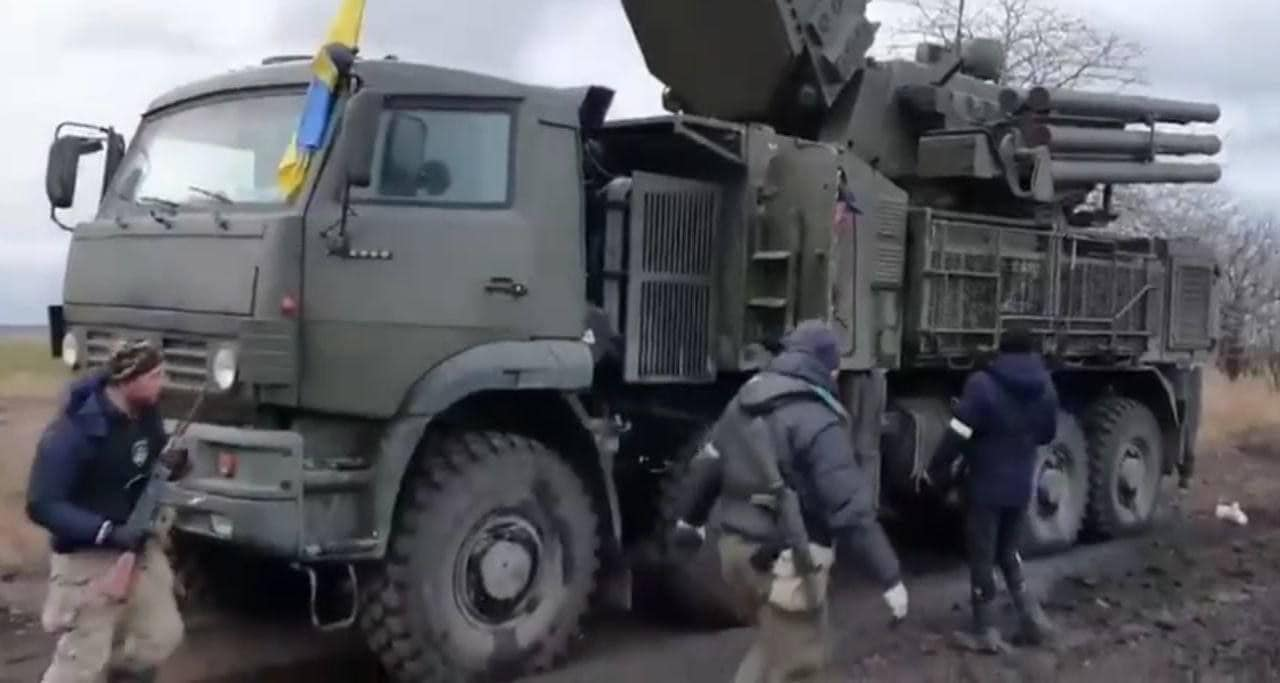
Rosyjski Pancyr-S1 zdobyty przez Ukraińców

Od początku wojny Ukrainę opuściło ponad 1,2 mln uchodźców. Po ukraińskiej stronie przejścia granicznego Korczowa-Krakowiec minister spraw zagranicznych Ukrainy Dmytro Kułeba spotkał się z sekretarzem stanu USA Anthonym Blinkenem. Rozmawiano m.in. o trwających już pracach legislacyjnych w Senacie USA nad wsparciem dla Ukrainy i Polski w wysokości 2,75 miliarda dolarów, przeznaczonych na pomoc humanitarną. Następnie Blinken spotkał się w Rzeszowie z premierem Polski, Mateuszem Morawieckim.
Według dotychczasowych danych ukraińskiej Straży Granicznej do Ukrainy wróciło z emigracji z całego świata około 80 tysięcy głównie ukraińskich mężczyzn. Natomiast Sztab Generalny Sił Zbrojnych Ukrainy zaprzestał podawania informacji o przebiegu walk i położeniu stron. W komunikatach publikowanych w dziewiątej dobie walk ograniczył się do zarysowania ogólnej sytuacji na poszczególnych kierunkach operacyjnych bądź poświęcił je wyłącznie przekazowi mającemu wspierać morale walczących wojsk i społeczeństwa. Według danych sztabu generalnego SZ Ukrainy od początku inwazji zginęło ponad 10 tys. żołnierzy rosyjskich. Z kolei minister obrony Ołeksij Reznikow ocenił, że Rosjanom kończą się zasoby wojskowe na Ukrainie.
Siły rosyjskie i ukraińskie zgodziły się na otwarcie korytarza humanitarnego na pięć godzin dla tych, którzy chcieli wydostać się z Mariupola i Wołnowachy, w których brakuje wody i elektryczności. Oczekiwano, że ucieknie przez niego ok. 215 tys. osób. Był jednak odkładany, ponieważ rosyjski ostrzał był kontynuowany z naruszeniem umowy i ostatecznie się załamał. Obie strony obwiniały się wzajemnie o załamanie korytarza, natomiast Putin oskarżył siły ukraińskie o zerwanie porozumienia o zawieszeniu broni i ostrzegł, że Ukraina może utracić swoją państwowość. Ukraińskie Siły Lądowe odzyskały kontrolę nad Mikołajowem i przejęły rosyjski sprzęt wojskowy. Z kolei wojska rosyjskie przejęły kontrolę nad Borodzianką w obwodzie kijowskim po dniach ciężkich ostrzałów i nalotów. Ukraińskie władze podały, że nie były w stanie ewakuować miejscowego szpitala psychiatrycznego, w którym przebywało 670 pacjentów. Według Arestowicza wojska rosyjskie zajęły w ciągu dnia również Buczę i Hostomel. Ponadto w ciągu ostatnich 24 godzin zginęło 17 osób w rosyjskim ostrzale Czernihowa.
Według Ośrodka Studiów Wschodnich siły ukraińskie chcą przekształcić Kijów w twierdzę, a Rosjanie kontynuowali operację okrążenia miasta. Strona ukraińska za najgroźniejszą uznała sytuację na kierunku Żytomierza oraz w podkijowskich Buczy, Irpieniu i Wyszogrodzie. Na lewym brzegu Dniepru najcięższe walki toczyły się w rejonie Browary–Boryspol. Z kolei w okupowanych ukraińskich miastach trwały protesty mieszkańców, m.in. w Chersoniu uniemożliwiły one powołanie marionetkowej Chersońskiej Republiki Ludowej.

### 6 marca
Według strony ukraińskiej od rozpoczęcia inwazji zginęło ponad 11 tys. rosyjskich żołnierzy, a 30–35 tys. zostało rannych.
Druga próba otwarcia korytarza humanitarnego z obleganego Mariupola nie udała się, ponieważ siły rosyjskie otworzyły ogień do cywilów. Rosyjskie siły ostrzelały również bloki mieszkalne w Kramatorsku na wschodzie Ukrainy. Co najmniej dwie osoby zginęły, a wiele zostało rannych. Siły ukraińskie ostrzegły, że siły rosyjskie zbliżające się do Kijowa od południa mogą kierować się w kierunku elektrowni wodnej w Kaniowie w obwodzie czerkaskim. Następnie prezydent Ukrainy Wołodymyr Zełenski stwierdził, że międzynarodowy port lotniczy Hawryszówka Winnica w obwodzie winnickim został „całkowicie zniszczony” po trafieniu ośmioma rosyjskimi rakietami balistycznymi.
Według urzędnika departamentu obrony USA około 95% wojsk, które Rosja zgromadziła wokół Ukrainy przed rozpoczęciem wojny, znajdowało się na terenie kraju. Ponadto amerykańska administracja podała, że Rosja rozpoczęła rekrutację syryjskich najemników doświadczonych w walce miejskiej.

### 7 marca
Według ukraińskiej armii straty rosyjskie wyniosły od początku inwazji: 290 czołgów, 999 transporterów opancerzonych, 117 zestawów artylerii, 50 wyrzutni rakiet, 46 samolotów i 68 śmigłowców. W nocy z niedzieli na poniedziałek ukraińskie siły zbrojne odzyskały kontrolę nad 30-tysięcznym miastem Czuhujew w obwodzie charkowskim. W walkach zginęli dwaj rosyjscy dowódcy. Następnie ukraińskie wojsko potwierdziło, że Rosjanie zdobyli miasta Wasylówka, Tokmak i Połohy. Z kolei Witalij Kim, gubernator obwodu mikołajowskiego, powiedział, że siły ukraińskie odzyskały Międzynarodowy Port lotniczy Mikołajów. Ponadto Ukraina podała, że podczas walk w obwodzie charkowskim zginął generał major Witalij Gierasimow, dowódca 15 Samodzielnej Brygady Zmechanizowanej i szef sztabu 41 Armii. Brał m.in. udział w aneksji Krymu i II wojny czeczeńskiej
Rosja i Ukraina ustanowiły kolejne zawieszenie broni, aby umożliwić humanitarną ewakuację z niektórych miast. Rosyjskie Ministerstwo Obrony zapowiedziało otwarcie sześciu korytarzy humanitarnych, jednak ukraiński rząd skrytykował to posunięcie, ponieważ tylko dwa z nich prowadziłyby na inne terytoria ukraińskie, a pozostałe na Rosję lub Białoruś. Co najmniej 8 osób zginęło w wyniku zmasowanych bombardowań w obwodzie charkowskim. Zniszczono domy mieszkalne, budynki administracyjne i placówki medyczne. Pięciu cywili i czterech wojskowych zginęło w rosyjskim ataku na lotnisko w Winnicy. Rakiety zostały wystrzelone z Morza Czarnego. Na terenie lotniska wybuchł pożar. Rada Miasta Hostomel ogłosiła, że burmistrz miasta Jurij Prilipko został zabity przez siły rosyjskie. Z kolei Międzynarodowa Agencja Energii Atomowej potwierdziła, że Charkowski Instytut Fizyki i Technologii w Charkowie, w którym znajduje się generator neutronów, został zniszczony przez rosyjski ostrzał. Nie wykryto jednak żadnego uwolnienia promieniowania z obiektu. W nocy dwa rosyjskie pociski uderzyły w składy ropy w Żytomierzu i Czerniachowie, podpalając je.
Według Ośrodka Studiów Wschodnich Rosjanie wprowadzają na obszar działań coraz więcej jednostek bezpieczeństwa wewnętrznego (głównie Rosgwardii), których aktywność ma charakter pacyfikacyjny. Ponadto armia ukraińska utraciła inicjatywę na lewobrzeżnym obszarze kraju, a oddziały tworzą pozycje obronne wokół większych miast. Rosja zintensyfikowała również działania lotnictwa, dzięki czemu osiągnęła dominację w powietrzu. Siły ukraińskie w dalszym ciągu przeciwstawiają się atakom lotniczym za pomocą obrony przeciwlotniczej, jednak nie mogą skutecznie przeciwdziałać uderzeniom z powietrza innym niż ataki z użyciem śmigłowców i samolotów szturmowych. Departament obrony USA podał, że Rosja wysłała na Ukrainę prawie 100% sił, które zgromadziła przed inwazją oraz wystrzeliła ponad 625 pocisków.

### 8 marca
Sztab generalny Ukrainy podał, że od początku inwazji Rosjanie stracili prawie 12 tys. żołnierzy oraz 303 czołgi i 1036 transporterów opancerzonych. Nad ranem ukraińskie wojsko poinformowało, że odparło rosyjski atak na miasto Izium w obwodzie charkowskim. Następnie szef Charkowskiej Obwodowej Administracji Cywilnej Ołeh Synegubow przekazał, że Charków jest w pełni kontrolowany przez Siły Zbrojne Ukrainy, natomiast Mariupol został odizolowany przez siły rosyjskie.
Kolejna próba ewakuacji ludności cywilnej z Mariupola została udaremniona, a rząd ukraiński oskarżył siły rosyjskie o atakowanie korytarza ewakuacyjnego. Cywile mogli jednak ewakuować się z Sum; była to pierwsza ewakuacja w ramach porozumienia między Ukrainą a Rosją w sprawie korytarzy humanitarnych. Jednakże w wyniku nocnych bombardowań w północno-wschodniej części miasta zginęło co najmniej 21 osób. Ponadto konsulat Albanii w Charkowie został zniszczony w wyniku rosyjskiego ostrzału. Nie było doniesień o ofiarach.
Ośrodek Studiów Wschodnich podał, że siły rosyjskie obniżyły tempo natarcia, jednak kontynuują je na wszystkich kierunkach. Na okupowanych terenach obwodów charkowskiego, sumskiego, czernihowskiego i kijowskiego Rosjanie dopuszczali się aktów grabieży i przemocy wobec cywilów, zaś w obwodach chersońskim i mikołajowskim prowadzone były działania psychologiczne wobec mieszkańców.

### 9 marca
Według Pentagonu w ciągu ostatniej doby rosyjskie wojska zyskały około 20 km terytorium pod Charkowem i są 15 km od Mikołajowa, ale w innych częściach Ukrainy nie poczyniły żadnych postępów. Natomiast sekretarz Rady Bezpieczeństwa Narodowego i Obrony Ukrainy Ołeksij Daniłow stwierdził, że Rosjanie zmienili taktykę w porównaniu do tej z początku inwazji. Dodał również, że zmieniło się rosyjskie dowództwo, ponieważ ok. ośmiu generałów zostało usuniętych, gdyż nie wypełniali swoich zadań. Siły ukraińskie ogłosiły odzyskanie kontroli nad miastem Dergacze, położonym w obwodzie charkowskim. Ponadto podczas walk na Ukrainie zginęli dowódca 33. pułku strzelców zmotoryzowanych rosyjskiej Gwardii Narodowej podpułkownik Jurij Agarkow oraz pułkownik Konstantyn Zizewski.
Blisko 60 osób zginęło, a prawie 400 odniosło obrażenia podczas rosyjskich bombardowań i ostrzałów Czernihowa na północy kraju. 3 osoby zginęły, a 17 osób zostało rannych w wyniku rosyjskiego ataku lotniczego na oddział położniczy i szpital dziecięcy w Mariupolu. Davyd Arakhamia, ukraiński negocjator w rozmowach z Rosją, stwierdził, że w ciągu dnia z różnych miast ewakuowano ponad 40 tys. cywilów. Według ukraińskiego ministerstwa energetyki w wyniku działań wojennych ponad 720 tys. mieszkańców Ukrainy nie ma dostępu do energii elektrycznej, a bez gazu jest ponad 230 tys. osób. Z kolei ukraiński operator sieci państwowej ostrzegł, że siły rosyjskie, które kontrolują elektrownię jądrową w Czarnobylu, odłączyły elektrownię od sieci elektrycznej, co według niego wpłynie na chłodzenie paliwa jądrowego i wymusiło zaciemnienie pobliskiego miasta Sławutycz. Wcześniej elektrownia przestała komunikować się z MAEA, organizacją ONZ specjalizującą się w produkcji energii jądrowej.
Ośrodek Studiów Wschodnich, na podstawie ukraińskich informacji, podał, że Rosja planuje rozbudować zaplecze logistyczne, ponieważ nastawiła się na dłuższą operację militarną i w większym stopniu pacyfikacyjną. Ponadto Rosjanie ograniczyli działania bojowe ze względu na czasowe wyczerpanie się zapasów paliwa i amunicji, jak również konieczność uzupełnienia strat w ludziach. Według sztabu generalnego ukraińskich SZ wojsko rosyjskie cierpi na braki kadrowe, w wyniku czego może zaangażować żołnierzy z nieuznawanej separatystycznej republiki Naddniestrza.

### 10 marca
Sztab Generalny SZ Ukrainy potwierdził, że Rosjanie stracili ponad 12 tys. żołnierzy zabitych, rannych i wziętych do niewoli oraz 335 czołgów i 1105 pojazdów opancerzonych, 49 samolotów i 81 śmigłowców. Urzędnik Departamentu Obrony USA stwierdził, że na zachód od Kijowa rosyjskie wojsko przesunęło się o ok. 5 km bliżej centrum miasta, w pobliżu lotniska Hostomel. Z kolei posuwająca się od wschodu rosyjska kolumna znajdowała się 40 km od Kijowa. Ponadto podał, że Czernihów został wówczas „odizolowany”. W międzyczasie siły ukraińskie zaatakowały rosyjską kolumnę w rejonie browarskim i zmusiły ją do odwrotu po zniszczeniu kilku czołgów i zabiciu dowódcy czołgu.
Turcja była gospodarzem trójstronnego spotkania ministrów spraw zagranicznych w Antalyi. Dmytro Kułeba, minister spraw zagranicznych Ukrainy, określił swoje spotkanie z Ławrowem jako trudne, gdyż nie przyniosło rezultatu. W międzyczasie rosyjskie Ministerstwo Obrony oświadczyło, że siły rosyjskie będą codziennie otwierać korytarze humanitarne do Rosji o godzinie 10:00.
Siły rosyjskie wznowiły ostrzał portowego miasta Mariupol po wcześniejszym nalocie na szpital dziecięcy; Rosjanie wykorzystywali do tego systemy Grad i moździerze kaliber 120 mm. Miasto nie ma jedzenia, prądu, ogrzewania, a ludzie zaczynają umierać z braku wody pitnej. Z kolei konwój pomocy humanitarnej próbujący dotrzeć do miasta również został zmuszony do zawrócenia z powodu ciężkich walk. Mer Charkowa Ihor Terechow podał, że siły rosyjskie zniszczyły jak dotąd 400 wielopiętrowych bloków mieszkalnych w mieście. Według Służby Bezpieczeństwa Ukrainy Rosjanie rozważali wysadzenie magazynów amoniaku w obwodzie charkowskim, aby następnie oskarżyć o to armię ukraińską. Z kolei ukraiński koncern Energoatom poinformował, że rosyjskie wojska zaminowały brzeg zbiornika kachowskiego na Dnieprze, tuż obok zajętej Zaporoskiej Elektrowni Atomowej.

### 11 marca
Siły rosyjskie po raz pierwszy rozszerzyły swoją ofensywę na zachód Ukrainy, przeprowadzając „precyzyjne” naloty na lotniska w Łucku i Iwano-Frankiwsku. Czterech ukraińskich żołnierzy zginęło, a kolejnych sześciu zostało rannych podczas ataków rakietowych na Łucką Bazę Lotniczą. Zniszczono również dwie kotłownie i bazę lotniczą. Z kolei samoloty rosyjskich sił powietrznych po raz pierwszy zbombardowały miasto Dniepr, niszcząc fabrykę obuwia i zabijając jednego cywila. Walki toczyły się również na północno-wschodnim i wschodnim podejściu do Kijowa. Według Sztabu Generalnego SZ Ukrainy Rosjanie skoncentrowali się wokół Kijowa i Mariupola oraz przesuwają w kierunku Krzywego Rogu, Krzemieńczuka, Nikopolu i Zaporoża. Armia ukraińska wyparła siły rosyjskie z części zajętych miejscowości w obwodzie kijowskim i zadała im „znaczne straty”. Według Maxar Technologies część rosyjskiego konwoju zbliżającego się do Kijowa od północy w dużej mierze uległa rozproszeniu i przegrupowaniu. Ministerstwo Obrony Wielkiej Brytanii podało, że Rosja prawdopodobnie przegrupowuje się do ataku na Kijów.
W kontrolowanym przez siebie Chersoniu Rosjanie wprowadzili system komendantur w celu „podtrzymania porządku”, a na zajętych terenach prowadzą „agresywną propagandę”. Ukraińskie Siły Lądowe rozpoczęły kontrofensywę w obwodzie czernihowskim, odzyskując od sił rosyjskich kontrolę nad pięcioma osadami i zdobywając dwa rosyjskie transportery opancerzone i amunicję, a część żołnierzy „poddała się”. Około 104 rosyjskich żołnierzy zostaje wziętych do niewoli w Sumach. Ukraińscy oficjele donieśli również, że podczas walk zginął czołowy rosyjski dowódca, generał-major Andriej Kolesnikow, dowódca 29 Armii. Zachodni urzędnicy uważali, że około 20 rosyjskich generałów brało osobisty udział w inwazji, aby zmotywować zdemoralizowane wojska rosyjskie.
Ukraińskie Siły Powietrzne stwierdziły, że Rosja przeprowadziła operację pod fałszywą flagą, aby zmusić Siły Zbrojne Białorusi do przystąpienia do wojny, używając swoich odrzutowców do ostrzeliwania wsi Kopani w pobliżu granicy białorusko-ukraińskiej z przestrzeni powietrznej Ukrainy. Podano również, że zaatakowano dwie białoruskie osady. Jednak Ministerstwo Obrony Białorusi podało, że taki atak nie miał miejsca.
Według źródeł ukraińskich burmistrz Melitopola Iwan Fiodorow został uprowadzony przez rosyjskich żołnierzy po tym, jak odmówił współpracy z Rosją. Rosja pozwoliła ochotnikom dołączyć do swoich sił zbrojnych, aby walczyć w wojnie przeciwko Ukrainie. Siergiej Szojgu, minister obrony Rosji, stwierdził, że otrzymał ok. 16 tys. aplikacji, głównie od osób z Bliskiego Wschodu. Grupa Wagnera poinformowała, że zwerbowała ponad 4 tys. Syryjczyków. Bojownicy z Republiki Środkowoafrykańskiej również twierdzili, że przygotowują się do walki po stronie Rosji. Z kolei naczelny dowódca SZ Ukrainy generał Wałerij Załużny podał, że w ciągu 16 dni Rosja wystrzeliła na ukraińskie miasta 328 rakiet operacyjno–taktycznych, w tym 154 pociski Iskander, 97 typu Kalibr, 21 rakiet Toczka-U i 56 pocisków klasy X.

### 12 marca
Ciężkie walki toczyły się w ciągu dnia na północ od Kijowa i wokół innych oblężonych miast, a według ukraińskich urzędników starcia i rosyjskie naloty zagrażały ewakuacji ludności. Siły rosyjskie zniszczyły Bazę Lotniczą Wasylków. Natomiast rosyjskie Ministerstwo Obrony podało, że zniszczyło główny ośrodek wywiadu radiowego i elektronicznego ukraińskich sił zbrojnych w Browarach. Sztab Generalny SZ Ukrainy stwierdził, że postępy Rosjan uległy spowolnieniu i zostały w wielu miejscach zatrzymane. Z kolei prezydent Wołodymyr Zełenski podał, że od początku walk zginęło ok. 1300 żołnierzy ukraińskich.
Dmytro Kułeba oskarżył rosyjski rząd o planowanie referendum w Chersoniu w celu utworzenia „Chersońskiej Republiki Ludowej”, która miałaby być kierowana przez rząd sympatyzujący z Rosją. Ponadto rosyjskie Ministerstwo Obrony podało, że siły Donieckiej Republiki Ludowej zdobyły w ciągu dnia miasto Wołnowacha na północ od Mariupola. Około godziny 22:00 rosyjscy żołnierze uszkodzili Ławrę Świętogórską, popularne miejsce pielgrzymek prawosławnych pod jurysdykcją Ukraińskiego Kościoła Prawosławnego Patriarchatu Moskiewskiego. Ponadto ukraińscy urzędnicy oskarżyli Rosję o użycie bomb fosforowych podczas ataku na Popasnę, podczas którego zginęło 60 osób. Z kolei Rosja ostrzegła, że może strzelać do wszelkich przyszłych dostaw uzbrojenia NATO na Ukrainę, mówiąc, że dostawy broni są „uprawnionymi celami wojskowymi” dla jej wojska.
Ośrodek Studiów Wschodnich podał, że działania Rosjan nie wskazują, aby utracili oni inicjatywę, a ponoszone straty nie uniemożliwiają im kontynuowania ofensywy na kilku kierunkach równocześnie. Główna część rosyjskiego zgrupowania lądowego znajdowała się 25 km od centrum Kijowa, lecz pod kontrolą ukraińską pozostaje wyjazd w kierunku południowym. Po zewnętrznej stronie pierścienia siły ukraińskie miały zniszczyć rosyjskie stanowisko dowodzenia koło Makarowa.

### 13 marca
Według gubernatora obwodu lwowskiego Maksyma Kozyckiego siły rosyjskie, przy użyciu ponad 30 pocisków, zbombardowały Międzynarodowe Centrum Pokoju i Bezpieczeństwa w Jaworowie, bazę wojskową wykorzystywaną przez ukraińskie wojsko do przeprowadzania większości ćwiczeń z krajami NATO. Później podał, że w ataku zginęło 35 osób, a 134 zostały ranne, podczas gdy rosyjskie Ministerstwo Obrony twierdziło, że zginęło do 180 najemników spoza Ukrainy, a wiele broni dostarczonej na Ukrainę przez inne kraje zostało zniszczone. Był to najbardziej wysunięty na zachód nalot przeprowadzony przez Rosję od początku wojny. Rosyjskie naloty wyrządziły również znaczne szkody na Międzynarodowym Lotnisku Iwano-Frankiwsk na zachodniej Ukrainie. Donoszono również o ciężkich walkach na wielu frontach w ciągu dnia. Ukraina podała, że kontratakowała w obwodzie charkowskim i wokół Mikołajowa, podczas gdy brytyjskie Ministerstwo Obrony stwierdziło, że siły rosyjskie próbowały izolować siły ukraińskie we wschodniej Ukrainie, a rosyjska marynarka wojenna skutecznie ustawiła blokadę wokół ukraińskiego wybrzeża Morza Czarnego, zatrzymując jej międzynarodowy handel morski. Strona ukraińska podała, że Rosjanie przygotowują się do szturmu na Odessę i koncentrują siły, aby zdobyć Mikołajów i ruszyć na Krzywy Róg na południu kraju.
Władze ukraińskie podały, że w Mariupolu w obwodzie donieckim zginęło ponad 2187 cywilów. Rada Miejska Mariupola stwierdziła, że rosyjskie siły celowo atakują budynki mieszkalne i gęsto zaludnione obszary miasta. Prezydent Zełenski poinformował, że prawie 125 tys. cywilów zostało ewakuowanych w ramach porozumienia o korytarzu humanitarnym, podczas gdy rosyjscy i ukraińscy negocjatorzy informowali o postępach w rozmowach pokojowych. Kilkanaście osób zginęło w wyniku bombardowań Mikołajowa, Charkowa i Czernihowa. Z kolei rosyjskie siły mianowały Galinę Danilchenko nowym merem Melitopola po porwaniu Iwana Fiodorowa. Danilchenko, była radna miasta, wezwała mieszkańców do „dostosowania się do nowej rzeczywistości” i zaprzestania „popełniania czynów ekstremistycznych”. Rada miejska odmówiła jednak uznania Danilczenki za mera i wezwała władze ukraińskie do oskarżenia jej o zdradę stanu. Następnie Rosjanie uprowadzili mera Dniprorudnego w obwodzie zaporoskim Jewgienija Matwiejewa, który odmówił współpracy z wojskiem.
Według Ośrodka Studiów Wschodnich szybkie zakończenie wojny na Ukrainie jest mało prawdopodobne, choć Kijów nadal poszukuje politycznego rozwiązania konfliktu. Walki nabrały charakteru pozycyjnego, a zdecydowana większość sił skupiono wokół dużych miast; Ukraińcy zorganizowali skuteczną obronę. Rosjanie prowadzili ofensywę na dwóch kierunkach. Ze wschodu w stronę linii Dniepru oraz z południa w kierunku położonej w łuku Dniepru uprzemysłowionej części kraju.

### 14 marca
Według gubernatora obwodu rówieńskiego Witalija Kowala nalot rosyjskich sił powietrznych na wieżę telewizyjną we wsi Antopi na zachodniej Ukrainie zabił co najmniej 19 cywilów, a dziewięciu innych zostało rannych. Z kolei gubernator obwodu dniepropetrowskiego Valentin Reznichenko podał, że w wyniku rosyjskiego bombardowania zniszczono pas startowy i uszkodzono terminal na Międzynarodowym Lotnisku Dniepr. Urzędnik Departamentu Obrony USA stwierdził, że postępy Rosji zostały zatrzymane na prawie wszystkich frontach, lecz w jego ocenie nie powstrzymało to ataków.
Dienis Puszylin, szef DRL, powiedział, że nad ranem zestrzelono ukraińską rakietę Tochka-U nad Donieckiem, której odłamki uderzyły w centrum miasta. Według Ministerstwa Obrony zginęło 23 cywilów. Ukraińskie wojsko stwierdziło jednak, że za atakiem stały siły rosyjskie. W odwecie rosyjskie Ministerstwo Obrony obiecało podjęcie kroków w celu zniszczenia ukraińskich fabryk przemysłu obronnego. Według ministerstwa Rosja znała położenie wszystkich „zagranicznych najemników na Ukrainie”, a siły rosyjskie będą kontynuować atakowanie ich.
Z kolei Syryjskie Obserwatorium Praw Człowieka poinformowało, że ponad 40 tys. Syryjczyków zarejestrowało się, aby walczyć po stronie Rosji na Ukrainie. Dodało również, że ogłoszenia rekrutacyjne zostały wysłane do milicji Al-Katerji, która w przeszłości działała jako pośrednik między rządem syryjskim a grupą Państwa Islamskiego. Ponadto kilku urzędników amerykańskich podało, że Rosja poprosiła Chiny o dostarczenie broni i o pomoc finansową. Ambasada Chin w Waszyngtonie zaprzeczyła jednak, że złożono taką prośbę. Niedługo potem Rosja również zaprzeczyła doniesieniom, jakoby prosiła Chiny o pomoc wojskową.

### 15 marca

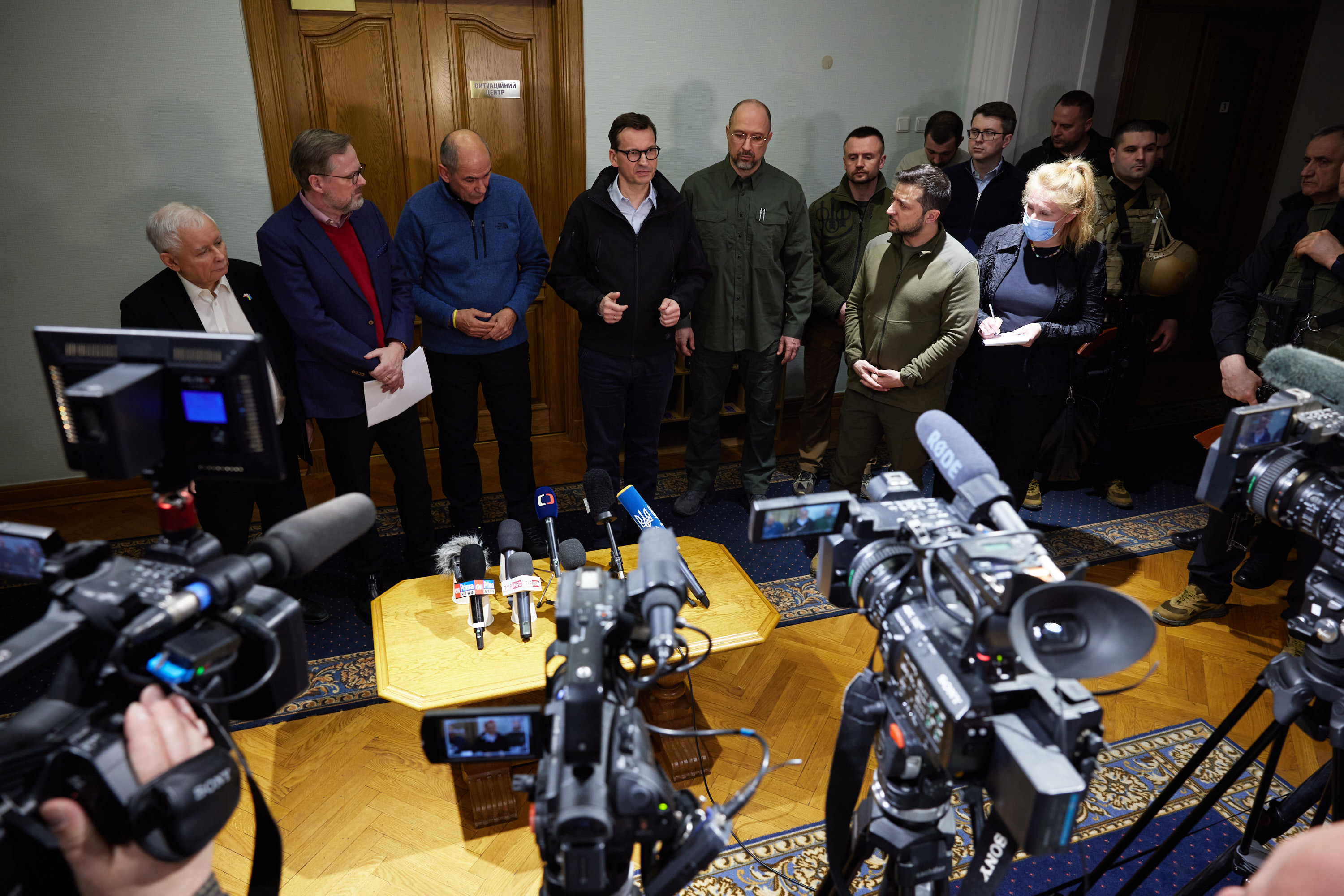
Premierzy Polski, Czech, Słowenii z prezydentem Ukrainy podczas konferencji po spotkaniu w Kijowie 15 marca 2022 roku

Rosyjskie Ministerstwo Obrony stwierdziło, że siły rosyjskie przejęły pełną kontrolę nad ukraińskim obwodem chersońskim i zniszczyły w ciągu ostatnich 24h sześć ukraińskich odrzutowców, siedem śmigłowców i 13 bezzałogowych statków powietrznych. Z kolei zdjęcia satelitarne ukazywały wiele rosyjskich helikopterów płonących na międzynarodowym lotnisku w Chersoniu po tym, jak siły ukraińskie poinformowały o uderzeniu na lotnisko; to drugi ukraiński atak na ten obiekt od czasu, gdy 2 marca wpadł on w ręce Rosjan. Ukraińska armia podała, że odparto rosyjskie ataki na kilku frontach, w okolicach Kijowa, Makarowa, Mikołajowa i Lisiczańska. Ponadto w ciągu ostatniej doby wojska rosyjskie nie posunęły się naprzód, natomiast SZ Ukrainy odparły nowe ataki na Mariupol, w wyniku czego zginęło około 150 żołnierzy rosyjskich. Ponadto wojska rosyjskie weszły do regionalnego szpitala intensywnej terapii w Mariupolu, nie pozwalając pracownikom i pacjentom na opuszczenie placówki – przetrzymując w niej ok. 400 osób jako „zakładników”.
Ukraiński portal Telegraf podał, że pod Mariupolem w zasadzce zorganizowanej przez pułk „Azow” zginął Oleg Mitiajew, rosyjski generał major, dowódca 150. Dywizji Strzelców Zmotoryzowanych. Następnie do Kijowa na spotkanie z prezydentem Zełenskim udała się delegacja przedstawicieli trzech rządów państw Unii Europejskiej: Słowenii (premier Janša), Czech (premier Fiala) i Polski (premier Morawiecki z wicepremierem Kaczyńskim).
Ośrodek Studiów Wschodnich podał, że na większości kierunków ofensywa była powstrzymywana siłami obrońców, bądź wyhamowali ją sami Rosjanie. Obie strony umacniały zajmowane pozycje, a miasta m.in. Kijów i Zaporoże, które nie zostały odcięte od linii zaopatrzenia, rozbudowywały linie obrony i gromadziły zapasy. Na południu Ukrainy trwały zacięte walki, a Rosjanie byli stroną nacierającą. Ponadto siły okupacyjne przejawiały coraz większą brutalność wobec ludności cywilnej.

### 16 marca
Sztab Generalny SZ Ukrainy poinformował, że Rosjanie od początku inwazji stracili 13,8 tys. ludzi oraz 430 czołgów, 1375 transportery opancerzone i 84 samoloty. Ambasada USA w Kijowie stwierdziła, że ok. 10:00 czasu lokalnego siły rosyjskie rozstrzelały 10 osób stojących w kolejce po chleb w Czernihowie, choć nie dostarczyła na to żadnych dowodów. W późniejszym czasie w mediach społecznościowych zostały opublikowane filmy, pokazujące rzekome następstwa. Z kolei rosyjskie Ministerstwo Obrony zaprzeczyło, jakoby odpowiedzialne były za to siły rosyjskie. Później Ukraina ogłosiła, że jej siły rozpoczęły kontrofensywę w celu odparcia sił rosyjskich zbliżających się do Kijowa, walcząc w Buczy, Hostomelu i Irpieniu. Dodatkowo wojska ukraińskie rozpoczęły również ofensywę pod Mikołajowem w kierunku na Chersoń.
Według gubernatora regionu 53 osoby zginęły w ataku na infrastrukturę cywilną w Czernihowie. Doniecki Regionalny Teatr Dramatyczny w Mariupolu, który był wykorzystywany jako schron przeciwlotniczy dla 1200 cywilów, został w dużej części zniszczony przez bombardowania. Ukraina oskarżyła Rosję o przeprowadzenie nalotu na teatr, jednak rosyjskie władze zaprzeczyły temu, oskarżając pułk „Azow” o zaplanowanie i przeprowadzenie ataku. Z kolei porwany mer Melitopolu Iwan Fiodorow został uwolniony w zamian za dziewięciu rosyjskich jeńców wojennych.
Według Siergieja Ławrowa i Zełenskiego dwustronne rozmowy postępowały. Ławrow stwierdził, że dyskutowana była neutralność Ukrainy. Rzecznik prezydenta Putina Dmitrij Pieskow stwierdził, że patrzą na model demilitaryzacji na wzór Austrii i Szwecji, które mają własne armie, jednak niedługo potem biuro Zełenskiego odrzuciło to. Michaił Podolak, jeden z ukraińskich negocjatorów, stwierdził, że zgodnie z proponowanym planem pokojowym Ukraina zachowa neutralność, zapewni prawa dla osób mówiących po rosyjsku i zignoruje kwestię spornych terytoriów. W zamian zachowa swoje wojsko, podczas gdy kraje sprzymierzone będą interweniować w przypadku ponownego najazdu.
Według OSW wojska rosyjskie skupiały się na umocnieniu wcześniej zajętych pozycji, a w niektórych rejonach kontynuowali ofensywę i prowadzili ostrzał infrastruktury cywilnej (m.in. po raz pierwszy w Berdyczowie, Winnicy i Zaporożu). Ponadto obie strony przegrupowały i wzmacniały swoje siły, a Ukraińcy uruchamiali rezerwy i przygotowywali się do obrony „totalnej”. Rosjanie nie zdołali przełamać obrony ukraińskiej w rejonie Lisiczańska i Siewierodoniecka oraz Mariupola. Jednostki rosyjskie zbliżyły się również do Nikopola. Natomiast Sztab Generalny SZ Ukrainy podał, że armia rosyjska straciła do 40% swoich jednostek. Rosjanie ponieśli straty i zatrzymali się na wszystkich kierunkach oraz umocnili pozycję na granicy ukraińsko-białoruskiej.

### 17 marca
Miasta we wschodniej Ukrainie, Izium i Rubiżne, zostały zajęte przez Rosję. Armia rosyjska użyła pocisków manewrujących do zniszczenia zakładu naprawy samolotów państwowych Ukroboronprom w pobliżu lwowskiego lotniska. Z kolei w godzinach nocnych armia ukraińska poinformowała, że wojska rosyjskie nadal okrążały Czernihów i atakowały miasto Browary pod Kijowem. Podczas walk na Ukrainie zginął pułkownik Siergiej Suchariew, dowódca 331. pułku powietrznodesantowego armii rosyjskiej. Co najmniej 21 osób zginęło w wyniku ostrzału rosyjskiej artylerii na małe miasteczko Merefa we wschodniej Ukrainie. Następnie Rada Miejska Mariupola podała, że od czasu oblężenia miasta, tj. 1 marca, około 80% zabudowy mieszkalnej zostało zniszczone przez codzienne bombardowania, z czego około 30% jest nie do naprawienia. Według Straży Granicznej od początku rosyjskiej inwazji ponad 320 tys. Ukraińców mieszkających za granicą wróciło do kraju.
Według Ośrodka Studiów Wschodnich Rosja kontynuowała uderzenia rakietowo-powietrzne i ostrzał oraz zintensyfikowała niszczenie stacji przekaźnikowych sygnałów radiowych i telewizyjnych, również na zachodniej Ukrainie. Ponadto władze Ukrainy odnotowały coraz większą aktywność sabotażystów i grup dywersyjnych. Brytyjskie Ministerstwo Obrony poinformowało, że według ich służb wywiadowczych wojska inwazyjne miały poważne problemy z zaopatrzeniem, co utrudniało zdobycie żywności i paliwa. Powodem jest brak przewagi powietrznej, brak możliwości budowy mostów i niechęć do przemieszczania się po kraju. Ponadto ukraińskie ataki na szlaki zaopatrzeniowe zmusiły siły rosyjskie do skierowania znacznych sił do ich ochrony, których następnie brakowało do działań ofensywnych.

### 18 marca
W nocy siły ukraińskie przeprowadziły operację na obrzeżach Kijowa w celu wypchnięcia jednostek rosyjskich z przedmieść miasta. Wczesnym rankiem miały miejsce bombardowania na Lotnisku we Lwowie, co potwierdziło rosyjskie Ministerstwo Obrony. W Mikołajowie zostały ostrzelane rakietami koszary wojskowe, w których przebywało prawdopodobnie około dwustu osób; liczba ofiar może sięgnąć nawet ponad osiemdziesięciu. Ponadto siły rosyjskie zaatakowały przy pomocy rakiet hipersonicznych Kindżał podziemny skład amunicji lotniczej we wsi Delatyn w obwodzie iwanofrankiwskim na zachodzie Ukrainy. Rosyjskie Ministerstwo Obrony stwierdziło również, że „siły Ługańskiej Republiki Ludowej przy wsparciu ogniowym rosyjskich sił zbrojnych” dokonały zdobyczy terytorialnych w obwodzie ługańskim i opanowały około 90% regionu. Z kolei doradca prezydenta Ukrainy Ołeksij Arestowycz stwierdził, że siły ukraińskie zniszczyły rosyjskie stanowisko dowodzenia na Lotnisku Chersoń. Dziewięć osób zginęło w wyniku ostrzału w Zaporożu. Według mera Wadyma Bojczenki, walki o mocno zniszczony Mariupol rozszerzyły się na centrum miasta, gdzie dochodziło do walk czołgów.
Ośrodek Studiów Wschodnich podał, że siły ukraińskie kontynuowały uderzenia na wojska rosyjskie i lokalnie przechodziły do kontrataków, z kolei siły rosyjskie nadal umacniały się na wcześniej zajętych pozycjach, jednocześnie gromadząc siły i przeprowadzając uderzenia rakietowe i ostrzały (po raz pierwszy celem ataku rakietowego był Lwów). Rosjanie przemieszczali swoje wojska do rejonów buczańskiego i browarskiego. Do walk dochodziło w Irpieniu, okolicach Makarowa, na obrzeżach Czernihowa i Charkowa oraz pod Czuhujewem i Izium. W obwodzie ługańskim siły ukraińskie broniły się w Siewierodoniecku oraz w Popasnej. Najcięższa sytuacja była w mieście Rubiżne, gdzie siły rosyjskie częściowo je zajęły, umocniły się na północnych i zachodnich obrzeżach i próbują obchodzić je od południa. Według szefa wywiadu wojskowego generała Jima Hockenhulla Rosjanie nie zdołali osiągnąć swoich pierwotnych celów, więc zaczęli realizować strategię na wyczerpanie.

### 19 marca
W nocy ukraińskie wojsko po raz szósty z powodzeniem przeprowadziło atak na rosyjskie jednostki i śmigłowce stacjonujące na lotnisku Chersoń. Tego samego dnia wojska rosyjskie rozszerzyły i zintensyfikowały bombardowanie miasta Mikołajów. Następnie Rosjanie zbombardowali szkołę artystyczną w Mariupolu, w której schroniło się 400 osób. Z kolei w Zaporożu, dokąd uciekła większość z 30 tys. ewakuowanych mieszkańców Mariupola, wprowadzono półtoradniową godzinę policyjną po tym, jak dziewięć osób zginęło, a wiele innych zostało rannych w wyniku ostrzału poprzedniego dnia.
Ministerstwo Obrony Ukrainy podało, że w ciągu kilku ostatnich dni ukraińscy żołnierze odepchnęli wojska rosyjskie na 70 km od stolicy. Sztab generalny SZ Ukrainy oświadczył, że armia ukraińska walcząca z wojskami Rosji utrzymywała obronę na dotychczasowych odcinkach frontu i siły ukraińskie „zmuszały wroga do rezygnowania z kontynuacji ofensywy”. Według sztabu siły rosyjskie szykowały się do natarcia z Sum w dwóch kierunkach: południowym, na Trościaniec, Ochtyrkę i Połtawę oraz zachodnim, na Pryłuki i Kijów. Trwała również częściowa blokada Czernihowa, a Rosjanie próbowali zablokować również Sumy. W obwodzie charkowskim wojska rosyjskie koncentrowały się na zablokowaniu i zniszczeniu infrastruktury Charkowa oraz prowadzeniu działań zwiadowczych, natomiast w obwodzie ługańskim siły rosyjskie próbowały atakować w wielu miejscach, a przede wszystkim usiłowali zająć miasta Siewierodonieck, Rubiżne i Popasna. Ośrodek Studiów Wschodnich podał, że najtrudniejsza sytuacja była w oblężonym Mariupolu, którego nadmorska część została zajęta przez siły rosyjskie. W Donbasie miały miejsce najcięższe walki. Ponadto wojska rosyjskie nacierały na Pokrowsk, znajdujący się na obrzeżach obwodu donieckiego oraz miały miejsce walki o Taramczuk, Awdijiwkę i miejscowości na zachód od Gorłówki.

### 20 marca
Według Sztabu Generalnego SZ Ukrainy wojsko rosyjskie straciło od początku wojny 14,7 tys. żołnierzy oraz m.in. 476 czołgów i 1487 transporterów opancerzonych. Mer Czernihowa Władysław Atroschenko poinformował, że jego 300-tysięczne miasto zostało otoczone przez wojska rosyjskie i odcięte od dostaw prądu, wody i ciepła. Prowadzono ostrzał dzielnic mieszkalnych i szpitali, a opieka medyczna w mieście upadła. Rada miejska Mariupola podała, że Rosjanie siłą deportowali „kilka tysięcy” ludzi do obozów i odległych miast w Rosji. Z kolei według szefa ukraińskich kolei wszystkie połączenia kolejowe między Białorusią a Ukrainą zostały sabotowane, co oznacza, że te szlaki transportowe nie mogą już być wykorzystywane do uzupełnień i dostaw dla wojsk rosyjskich. Według mera Dmytro Orłowa co najmniej 1,5 tys. ludzi wyszło protestować w Enerhodarze w obwodzie zaporoskim po tym, jak Rosjanie porwali zastępcę mera Iwana Samojduka. Ponadto potwierdzono, że zastępca dowódcy rosyjskiej Floty Czarnomorskiej Andriej Palij został zabity przez siły ukraińskie.
Ukraińska Rada Bezpieczeństwa Narodowego i Obrony podjęła decyzję o zakazie pracy wszystkich partii opozycyjnych uważanych za prorosyjskie, antyliberalne lub eurosceptyczne na czas trwania stanu wojennego w kraju. Zakaz dotyczy łącznie 11 partii, w tym dwóch reprezentowanych w Radzie Najwyższej Ukrainy. Ponadto prezydent Ukrainy podpisał dekret, który „połączy” wszystkie ukraińskie kanały telewizyjne, ponieważ „jednolita polityka informacyjna” jest ważna w czasie wojny. Z kolei według dokumentów ukraińskiego wywiadu minister obrony Rosji Siergiej Szojgu wydał rozporządzenie o przygotowaniu 17-letnich członków młodzieżowej organizacji „Junarmia” do udziału w wojnie na Ukrainie.
Według brytyjskiego ministerstwa obrony wobec ograniczonego postępu w przejmowaniu kontroli nad miastami, Rosja najprawdopodobniej będzie kontynuować ich ostrzeliwanie, aby ograniczyć straty własne. Ponadto Siły Powietrzne Ukrainy i obrona przeciwlotnicza nadal skutecznie bronią ukraińskiej przestrzeni powietrznej. Rosji nie udało się przejąć nad nią kontroli i w związku z tym głównie polega na broni dystansowej. OSW podał, że SZ Ukrainy były w stanie zadawać agresorowi duże straty, jednak nie potrafiły odzyskać inicjatywy operacyjnej, a ich sukcesy były krótkotrwałe. Armia ukraińska nie była również w stanie przeprowadzić odsieczy oblężonego Mariupola ani wesprzeć go dostawami uzbrojenia i zaopatrzenia. Z kolei straty ponoszone przez Rosjan nie były na tyle dotkliwe, aby utracili oni inicjatywę i odstąpili od prowadzenia działań zaczepnych. Najcięższe walki kolejny dzień toczyły się o Wuhłedar, Mariupol, Rubiżne, Siewierodonieck i Popasną oraz trwały starcia na południowych granicach Zaporoża, gdzie Rosjanie próbowali przełamać obronę na szerokości 70 km pomiędzy miejscowościami Stepnohirśk, Orichiw i Hulajpołe.

### 21 marca
W nocy kijowskie centrum handlowe Retroville w rejonie podolskim zostało trafione rosyjskim pociskiem Kalibr, w wyniku czego zginęło co najmniej osiem osób. W centrum handlowym przechowywano sprzęt dla sił ukraińskich. Atak spowodował co najmniej 8 ofiar. Następnie Rosja dała Ukrainie termin do 5:00 rano (3:00 czasu UTC) na poddanie miasta Mariupol, jednakże Ukraina odrzuciła rosyjskie ultimatum o oddaniu kontroli nad Mariupolem, a wicepremier Iryna Wereszczuk powiedziała, że „już poinformowaliśmy o tym stronę rosyjską”. Z kolei w zakładzie chemicznym Sumykhimprom w Sumach na Ukrainie doszło do wycieku amoniaku w wyniku rosyjskiego nalotu. Został uszkodzony jeden ze zbiorników, co spowodowało zanieczyszczenie gruntów w promieniu 2,5 km, w tym wioski Nowosiołica (obwód sumski) i Werchnia Syrowatka; jedna osoba została ranna. Tego dnia pod ostrzałem znalazły się m.in.: Kijów, Mikołajów, Charków, Mariupol, Równe, Odessa, Konstantynówka, Sumy, Czernihów, Irpień i Makarów, natomiast w Chersoniu Rosjanie otworzyli ogień do protestującego tłumu.
Według urzędników amerykańskich niemal miesiąc wyczerpujących walk, w których Ukraina stawiała zacięty opór siłom rosyjskim, skłonił Putina do zmiany taktyki, która zakłada zmuszenie Kijowa do zaakceptowania rosyjskich roszczeń do południowych i wschodnich terytoriów Ukrainy poprzez naciski militarne. Rosjanie liczą, że skłoni to Zełenskiego na zgodzenie się na neutralny status oraz inne rosyjskie żądania. Jeśli żądania zostaną odrzucone, prawdopodobnie będą próbowali utrzymać wszystkie tereny, które zajęli i będą walczyć dalej. Z kolei Ośrodek Studiów Wschodnich podał, że tego dnia sytuacja militarna nie uległa znaczącej zmianie. Siły ukraińskie kontynuowały uderzenia na zgrupowania rosyjskich wojsk, odpierały go na wszystkich kierunkach i niszczyły jego kolumny zaopatrzeniowe, przy okazji zdobywając rosyjskie uzbrojenie i sprzęt wojskowy. Rosjanie próbowali utrzymać swoje pozycje, ponosząc przy tym straty; dodatkowo mieli problemy ze skompletowaniem jednostek oraz z personelem i logistyką. W Donbasie Rosjanie skupiali się na szturmowaniu miast Popasna, Rubiżne i Siewierodonieck. Niepowodzeniem i stratami zakończyła się również próba przełamania obrony w rejonie miejscowości Werchniotorećke. Z kolei działania sił ukraińskich w obwodach ługańskim i donieckim pozwoliły odeprzeć siedem ataków wroga, w wyniku czego Rosjanie stracili 170 żołnierzy, 12 czołgów i 9 bojowych wozów piechoty. Według szacunków Centrum Studiów Strategicznych i Międzynarodowych (CSIS) od rozpoczęcia inwazji na Ukrainę siły rosyjskie wystrzeliły ponad 1100 pocisków balistycznych i manewrujących przeciwko celom na Ukrainie.

### 22 marca
Oddziały ukraińskie odbiły strategicznie ważne miasteczko Makarów w obwodzie kijowskim. Autostrada na zachód od Kijowa była kontrolowana z Makarowa, dając stronie ukraińskiej drogę zaopatrzeniową. Poza tym front w aglomeracji kijowskiej pozostawał statyczny. Z kolei rosyjski atak z kierunku Hostomla został powstrzymany przez siły ukraińskie w wyniku ciężkich walk. Z kolei okręty rosyjskiej marynarki wojennej na Morzu Azowskim ostrzelały kontrolowane przez Ukraińców obszary Mariupola. Obie walczące strony podały, że miały miejsce ataki rakietowe na infrastrukturę wojskową w pobliżu miasta Równe; według rosyjskiego Ministerstwa Obrony zginęło ponad 80 ukraińskich żołnierzy. Ponadto ukraińska agencja państwowa odpowiedzialna za strefę wykluczenia w Czarnobylu poinformowała, że siły rosyjskie zniszczyły i splądrowały nowe laboratorium w elektrowni jądrowej w Czarnobylu, które zostało otwarte w 2015 roku i pracowało m.in. nad poprawą gospodarowania odpadami promieniotwórczymi.
Ukraiński sztab generalny podał, że rosyjskie siły działające na terytorium Ukrainy miały zapasy amunicji i żywności na około trzy dni. Analogiczna sytuacja była z paliwem, które uzupełniane było przez cysterny samochodowe, ponieważ Rosjanom nie udało się zorganizować połączenia rurociągowego dla potrzeb wojska. Z kolei według generała Wiktora Jahuna ze Służby Bezpieczeństwa Ukrainy pięć białoruskich grup batalionowo–taktycznych, czyli około 5 tys. żołnierzy, było gotowych do wtargnięcia na terytorium ukraińskie. W samej inwazji może wziąć udział 10–15 tysięcy białoruskich żołnierzy. Ewentualnymi kierunkami natarcia białoruskiej armii miałby być Włodzimierzec w obwodzie rówieńskim, jak również Łuck i Kowel w obwodzie wołyńskim.
Według Ośrodka Studiów Wschodnich siły rosyjskie bez skrupułów atakowały ludność cywilną, a Ukraińcy starali się za wszelką cenę ewakuować ją z terenów walk. Na południu Ukrainy Rosjanie wykorzystywali luki w obronie w celu poszerzenia kontrolowanego obszaru, z kolei jednostki ukraińskie starały się bronić wszystkimi możliwymi sposobami, również z wykorzystaniem własnej infrastruktury cywilnej. W ciągu ostatniej doby nie było znaczących zmian w sytuacji militarnej. Wojska rosyjskie ostrzeliwały Czernihów i inne miejscowości oraz próbowały atakować Browary, lecz ze względu na znaczące straty nie posuwały się naprzód. Częściowo zablokowane były Sumy oraz trwały próby zablokowania Charkowa, który był pod ostrzałem artyleryjskim. Ostrzały prowadzone były również w Czuhujewie. Ponadto trwały walki o Izium i jego okolice, gdzie Rosjanie wzmacniali siły i tworzyli system umocnień.

### 23 marca
W nocy jednostki ukraińskie poinformowały, że odparły atak wojsk rosyjskich pod Charkowem. Później podano, że sąsiednie miasto Izium zostało otoczone. Rosyjskie siły zbrojne coraz częściej przygotowywały się do długotrwałych operacji obronnych w różnych częściach obszaru wojny. Według niepotwierdzonych doniesień wojska rosyjskie w Buczy, Irpieniu i Hostomelu zostały otoczone i odcięte od dostaw. Ponadto siły rosyjskie wycofały wszystkie samoloty i śmigłowce z lotniska w należącym do Rosjan południowym mieście Chersoń. Według szacunków brytyjskich tajnych służb wojska ukraińskie były okrążane we wschodniej Ukrainie przez siły rosyjskie, zbliżające się do siebie z Charkowa na północy i Mariupola na południu. Cztery osoby zostały ranne w serii rosyjskich nalotów na infrastrukturę w Kijowie. Następnie mer Charkowa Ihor Terehow podał, że w wyniku ostrzałów zniszczone zostały 1143 obiekty infrastruktury, w tym 998 domów mieszkalnych. Natomiast gubernator obwodu ługańskiego ogłosił, że w jego regionie osiągnięto porozumienie o zawieszeniu broni. Podczas walk na Ukrainie zginął pułkownik Andriej Szarow, dowódca 810. brygady piechoty morskiej Floty Czarnomorskiej.
Zastępca przedstawiciela prezydenta Południowego Okręgu Federalnego Cyryl Stiepanow wskazał, że Rosja chce stworzyć bezpieczne połączenie lądowe z półwyspem krymskim poprzez zdobycie Mariupola. Łączyłoby to również Krym bezpośrednio z „Republikami Ludowymi” Ługańska i Doniecka.
Według Sztabu generalnego Ukrainy w ciągu ostatniej doby nie było aktywnych działań wojennych. Na większości kierunków natarcia wojska rosyjskie umacniały swoje pozycje i przegrupowywały się po poniesionych stratach. Rosjanie koncentrowali swoje wysiłki na blokowaniu Charkowa i Sum oraz uzupełnianiu strat. W wyniku walk w okolicach Iziumu siły ukraińskie zniszczyły do 60% stanu osobowego i sprzętu jednostek rosyjskich. Z kolei OSW podało, że na wszystkich kierunkach Ukraińcy prowadzili operację obronną, a przeciwnik intensyfikował ostrzał miejscowości w rejonach walk i uderzenia rakietowo-powietrzne. Główny wysiłek SZ Ukrainy skupił się na osłonie granicy od strony Białorusi oraz powstrzymywaniu przeciwnika po prawej stronie Dniepru w rejonie miasta Malin. Miasto Browary było pod ostrzałem, natomiast w okrążeniu znalazło się miasto Izium. Powstrzymano również natarcia Rosjan na wysokości Popasnej i Kurachowe oraz na granicy miast Jampil i Torśke. W ciągu dnia ostrzeliwane były Siewierodonieck, Rubiżne i Lisiczańsk oraz trwała obrona Mariupola, Awdijiwki i Marjinki. Z kolei według licznych raportów i zdjęć satelitarnych wojska rosyjskie przygotowywały obronę i podkładały miny. Wskazywało to, że Rosjanie przeszli do defensywy i nie planują w najbliższej przyszłości wznowienia operacji ofensywnych na dużą skalę w kilku miejscach na Ukrainie. Urzędnik Departamentu Obrony USA stwierdził, że siły ukraińskie zepchnęły siły rosyjskie z powrotem na linię frontu na wschód od Kijowa. Dodał, że siły rosyjskie stały się bardziej aktywne we wschodniej części Ukrainy w rejonie Donbasu, mówiąc, że „stosują dużo więcej energii” w obwodach ługańskim i donieckim. Dodał również, że zdolność bojowa wojsk rosyjskich spadła poniżej 90% ich potencjału na początku inwazji.

### 24 marca
Około 07:45 czasu lokalnego (05:45 UTC) na pokładzie okrętu desantowego klasy aligator rosyjskiej marynarki wojennej Saratow nastąpiła eksplozja, gdy statek był zacumowany w Berdiańsku. Siły ukraińskie podały, że uderzyły w niego pociskiem balistycznym Toczka, jednak przyczyna wybuchu nie została jeszcze zweryfikowana. Dwa inne towarzyszące mu statki desantowe szybko opuściły port (jeden z nich płonął) i obecnie nie wiadomo, czy doznały jakichkolwiek uszkodzeń podczas eksplozji i późniejszego pożaru na pokładzie Saratowa. Przedstawiciel rosyjskiego Ministerstwa Obrony Igor Konashenkov poinformował, że do rana miasto Izium zostało całkowicie opanowane przez jednostki armii rosyjskiej, jednak Ukraina zaprzeczyła tym doniesieniom. W dniach 23 i 24 marca, według danych ukraińskich, Rosja zintensyfikowała bombardowania i ostrzał miast o ok. 1/5, w wyniku których głównie dotknięta została „infrastruktura wojskowa i cywilna” w rejonach Kijowa, Czernihowa i Charkowa. W Mariupolu siły rosyjskie kontynuowały powolne, lecz regularne zdobywanie miasta, docierając nawet do jego centrum. Z kolei siły ukraińskie podały, że skutecznie odparły dziewięć ataków wojsk rosyjskich w obwodach donieckim i ługańskim. Straty Rosjan w tym regionie to ponad 200 żołnierzy. Ponadto ukraińscy urzędnicy podali, że siły rosyjskie ponownie użyły bomb fosforowych.
Podczas gdy rosyjscy urzędnicy powiedzieli dzień wcześniej, że 384 tys. Ukraińców dobrowolnie wyjechało do Rosji, gdzie otrzymają mieszkania i wsparcie finansowe, ukraińska polityk Ludmyła Denisowa stwierdziła, że ponad 400 tys. Ukraińców zostało wywiezionych do Rosji wbrew ich woli. Według gubernatora obwodu donieckiego Pawła Kyrylenko rosyjscy żołnierze zabierali paszporty obywatelom Ukrainy, a tajne służby FSB deportowały ludzi do odległych regionów Rosji. Fałszywe informacje o rzekomej klęsce na Ukrainie były rozpowszechniane ze strony rosyjskiej, aby skłonić ludzi do emigracji do Rosji. Według rady miejskiej Mariupola ok. 15 tys. mieszkańców miasta wyznaczono do nielegalnej deportacji na terytorium Rosji, do tej pory wywieziono już około 6 tys. osób.
Według ukraińskiego doradcy prezydenta Ołeksija Arestowycza rosyjskie siły zbrojne przeszły do defensywy we wszystkich sektorach frontu, z wyjątkiem ataków na miasta Izium, Marjinka i Mariupol oraz okolice Chersonia. Według informacji amerykańskich wojska rosyjskie stacjonujące pod Kijowem musiały pogodzić się ze znacznymi stratami terytorialnymi. W rejonie Czernihowa, gdzie również znajdują się wojska rosyjskie, strona rosyjska poniosła znacznie mniejsze straty terytorialne. Sztab Generalny SZ Ukrainy podał, że Rosja przerzucała żołnierzy i uzbrojenie na Białoruś oraz okupowany Krym, aby przygotować, a następnie przeprowadzać operację okrążenia Kijowa. Ponadto Rosjanie zaczęli rozumieć, że zgromadzone wojska i zasoby były nie wystarczające do utrzymania kontroli nad tymczasowo zajętymi terenami i przeprowadzania operacji obronnych, w wyniku tego próbowali zwerbować białoruskich żołnierzy do udziału w wojnie w zamian za pieniądze i darmową edukację. Ośrodek Studiów Wschodnich podał, że kroki podejmowane przez Rosjan na północnym wschodzie Ukrainy miały charakter zabezpieczenia linii komunikacyjnych, a budowa bazy wojskowej na południu świadczyła o przygotowaniu do długotrwałej bądź stałej obecności na okupowanym obszarze. Na poszczególnych kierunkach operacyjnych obie strony w większości utrzymały dotychczasowe pozycje. Na kierunku północno-wschodnim główne walki miały miejsce w miejscowościach położonych wokół autostrady do Żytomierza. Trwała blokada wojskowa i ostrzał Czernihowa oraz toczyły się walki uliczne w Trościańcu. Na kierunku wschodnim główną areną starć były południowe rejony obwodu charkowskiego, zachodnie obwodu ługańskiego i północne obwodu donieckiego. Wciąż trwały walki w Iziumie, jednak główne natarcie rosyjskie kierowało się na południe od miasta. Rosjanie częściowo zajęli Rubiżne i Popasną, lecz wciąż byli powstrzymywani pod Awdijiwką i Oczeretyne. Ponadto przystąpili do budowy bazy wojskowej w Melitopolu.

### 25 marca
Ukraińskie siły zbrojne podały, że zaatakowały inne rosyjskie okręty wojenne w porcie Berdiańsk. W nocy ukraiński sztab generalny oświadczył, że zniszczono rosyjski desantowiec Saratow i uszkodzono okręty Cezar Kunikow i Nowoczerkask. Następnie siły ukraińskie rozpoczęły kontrataki na wschodnich podejściach Kijowa, przejmując niektóre wsie, takie jak Łukianowka i pozycje obronne. Na północny zachód od stolicy toczyły się walki o Irpień, większość miasta pozostała w rękach ukraińskich pośród utrzymującego się ostrzału artylerii rosyjskiej. Siły rosyjskie zajęły miasto Sławutycz na północ od Kijowa, w pobliżu elektrowni atomowej w Czarnobylu. Na południu kraju armia ukraińska rozpoczęła ofensywę mającą na celu wyzwolenie Chersonia. Według źródeł ukraińskich i amerykańskich wojska rosyjskie zostały wyparte z części miasta. Generał pułkownik Rudskoj zaprzeczył temu i twierdził, że miasto jest nadal pod pełną kontrolą Rosji. Gubernator obwodu czernihowskiego Wiaczesław Czaus poinformował, że Czernihów został okrążony przez Rosjan, natomiast Dowództwo Operacyjne Wojsk Lądowych przekazało, że w pobliżu miasta zniszczono kolumnę wojsk rosyjskich. Ponadto siły rosyjskie dokonały nalotu na centrum dowodzenia Ukraińskimi Siłami Powietrznymi, które znajduje się w Winnicy na Ukrainie. Nalot składał się z sześciu pocisków manewrujących, które spowodowały poważne zniszczenia infrastruktury. Następnie Ministerstwo Obrony Rosji podało, że za pomocą pocisków manewrujących Kalibr zniszczono duży skład paliwa znajdujący się pod Kijowem. Ponadto według ukraińskich urzędników w nalocie pod Chersoniem zginął rosyjski generał porucznik Jakow Riezancew, dowódca 49. Armii.
Zastępca szefa sztabu Rosji gen. Siergiej Rudskoj stwierdził, że kluczowe cele na Ukrainie, w tym zdziesiątkowanie ukraińskiej armii, zostały osiągnięte. Zapowiedział, że Rosja skupi się na „wyzwoleniu” Donbasu. Według armii rosyjskiej do tej pory zginęło 1351 żołnierzy, a 3825 zostało rannych. Według zachodnich źródeł liczby te były wielokrotnie wyższe
. Prezydent Białorusi Alaksandr Łukaszenka potwierdził, że Białoruś „nie ma planów walki na Ukrainie”. Ostrzegł jednak, że Białoruś może przystąpić do wojny, jeśli zostanie przeciwko niej podjęta agresja.
Ukraiński sztab generalny podał, że Rosjanom udało się częściowo utworzyć tymczasowy korytarz lądowy, który miałby połączyć obwód rostowski Rosji z okupowanym Krymem; przebiegał on przez trzy ukraińskie obwody: doniecki, zaporoski i chersoński. Podano również, że siłom rosyjskim nie udało się w pełni opanować obwodów donieckiego i ługańskiego ani otoczyć miast. Według urzędnika Departamentu Obrony USA Rosja rozpoczęła przerzut na Ukrainę swoich wojsk rozlokowanych na terytorium Gruzji. Z kolei OSW podał, że na wszystkich kierunkach trwały walki pozycyjne. Ukraińskie SZ kontratakowały lokalnie, jednak to Rosjanie nacierali i kontynuowali ataki rakietowo-powietrzne i ostrzał artyleryjski obiektów cywilnych i wojskowych. Według strony ukraińskiej przeciwnik zmienił strategię i skupił się na zajęciu Kijowa i Donbasu, przechodząc do obrony na innych kierunkach. Na kierunku północno-wschodnim utrzymano kontrolę nad Malinem. Walki toczyły się w okolicach Buczy, Irpienia, Hostomla i Makarowa. SG Ukrainy przyznał, że Rosjanie zablokowali Sumy i Charków oraz przejęli kontrolę nad częścią Iziumu. Pod ciężkim ostrzałem znalazły się Dergacze i port lotniczy. Trwały również starcia w rejonie Siewierodoniecka, w Popasnej i centralnej części Mariupola. Na kierunku południowo-wschodnim do walk doszło w obwodzie zaporoskim, gdzie siły rosyjskie próbowały przełamać linie obrony na południe od Zaporoża. Rosjanie ostrzeliwali miejscowości w północno-wschodniej części obwodu mikołajowskiego i atakowały z powietrza Krzywy Róg.

### 26 marca

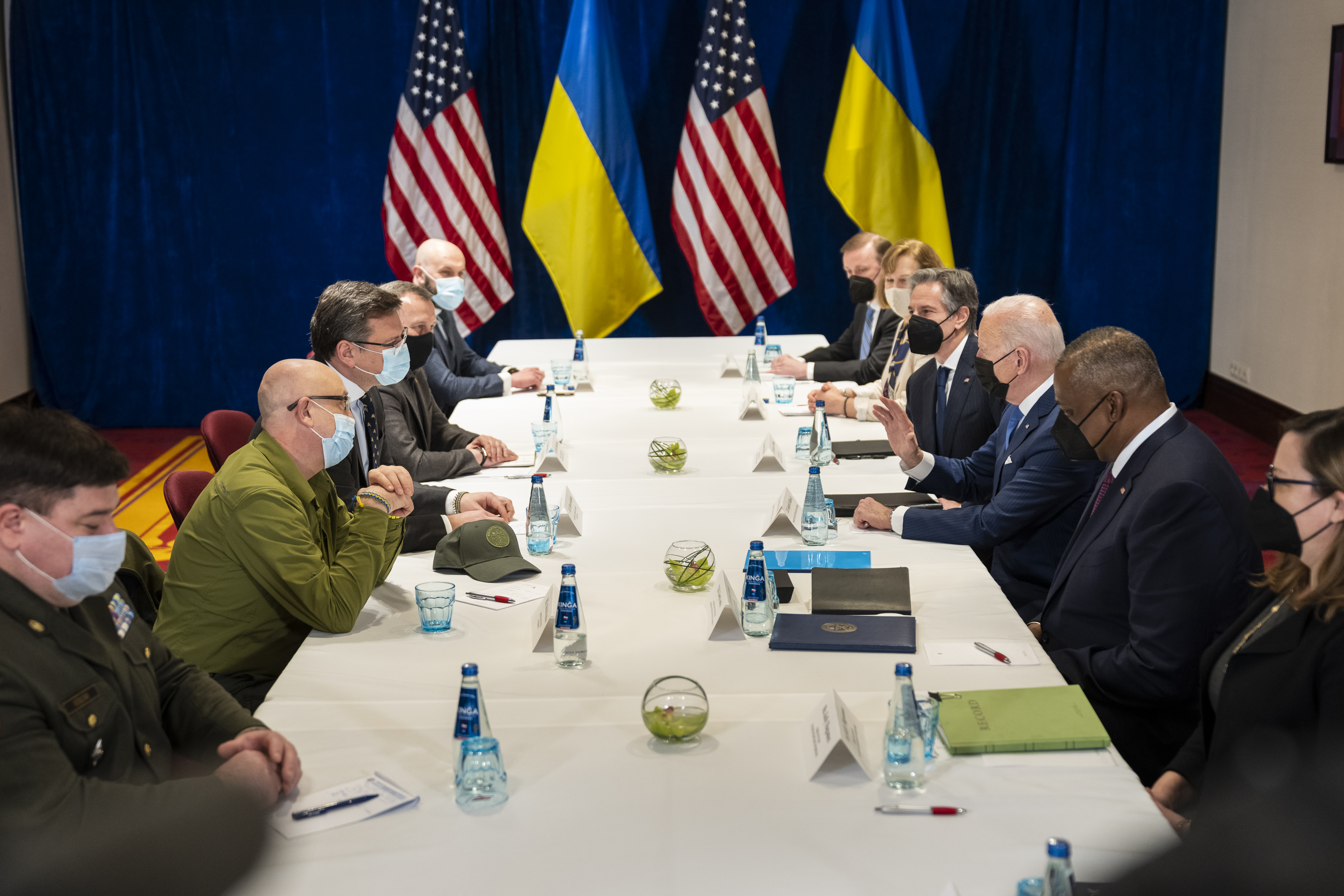
Rozmowy prezydenta USA Joe Bidena z ukraińskimi ministrami Dmytrem Kułebą (MSZ) i Ołeksijem Reznikowem (obrona), Warszawa 26 marca 2022 roku

W toczącej się bitwie o Kijów przedmieścia na zachód i wschód od miasta, w tym Dakarów, Bucza, Irpień i Biłohorodka, były ostrzeliwane przez rosyjskie wojsko, a na niektórych obszarach, takich jak Bucza i Niemiszaje, siły rosyjskie okopały się. Po protestach ulicznych mieszkańców w okupowanym Sławutyczu, rosyjskie wojsko zgodziło się na wycofanie pod warunkiem, że w mieście nie będzie ukraińskich żołnierzy; ustawili jednak punkt kontrolny poza miastem. Następnie ukraińskie wojsko poinformowało, że odbiło miasto Trościaniec oraz wsie Połtawka i Malyniwka na wschód od Hulajpołe w obwodzie zaporoskim. Ukraiński kontratak kontynuowano również na wschód od Charkowa, w wyniku którego odzyskano kilka osad, w tym wieś Wiłchówkę czy Mała Rohań. Według źródeł ukraińskich i brytyjskich Mariupol nadal był bombardowany przez wojska rosyjskie. Z kolei według burmistrza Czernihowa miasto zostało mocno dotknięte przez dewastację, brak dostaw prądu i gwałtowny spadek liczby ludności. Ponadto pozostali mieszkańcy nie mieli możliwości ucieczki w kierunku Kijowa, gdyż oddziały rosyjskie zniszczyły tamtejszy most. Ponadto miały miejsce również ataki rakietowe skierowane w obiekty przemysłowe i wojskowe, w tym składy paliwa i zakład naprawy radia we Lwowie na zachodniej Ukrainie. Był to pierwszy atak w granicach miasta w trakcie trwającej inwazji. Podczas jednego z ataków zostało rannych pięć osób. Z kolei ukraiński Państwowy Inspektorat Dozoru Jądrowego poinformował, że obiekt doświadczalny ze źródłami neutronów w Charkowskim Instytucie Fizyki i Technologii został ostrzelany przez siły rosyjskie, dodając, że walki uniemożliwiły jednak ocenę szkód.
Anatolij Bibiłow, wspierany przez Rosję przywódca gruzińskiej separatystycznej Osetii Południowej, potwierdził, że lokalne siły dołączyły do wojsk rosyjskich przeniesionych z regionu na Ukrainę.
Rzecznik ministerstwa obrony Ukrainy Ołeksandr Motuzianyk stwierdził, że „armia ukraińska nie tylko się broniła. Na bardzo wielu kierunkach, w wielu strefach operacyjnych, siły zbrojne przechodziły do skutecznej ofensywy i odpierały przeciwnika”, natomiast według minister obrony Anny Maliar działania wojenne zaczęły mieć mniejszą częstotliwość, lecz armia rosyjska mobilizuje swoje siły i personel, dlatego należy spodziewać się kolejnych ataków. Z kolei Ośrodek Studiów Wschodnich podał, że sytuacja na froncie znacząco się nie zmieniła. Rosjanie zajęli zachodnią część Mariupola, a także weszli do Sławutycza. Na wszystkich kierunkach SZ Ukrainy powstrzymywały natarcie przeciwnika. Z kolei armia rosyjska miała się skupiać na przegrupowaniu jednostek i ściągnięciu nowych sił w okolice granicy z Ukrainą, a także zwiększyć wykorzystanie dronów.

### 27 marca
Rosyjskie wojsko kontynuowało ataki rakietowe na Ukrainę, w tym na Łuck, Charków, Żytomierz i Równe, natomiast Mariupol ponownie został ostrzelany. Ukraińscy urzędnicy obrony poinformowali, że ofensywa lądowa sił rosyjskich w dużej mierze utknęła w martwym punkcie, ponieważ próbowali przegrupować się i ustanowić „korytarz” wokół Kijowa, aby zablokować szlaki dostaw do stolicy. Siły ukraińskie kontynuowały ograniczone kontrofensywy w kilku miejscach, odzyskując tereny na wschód od Kijowa i w obwodzie sumskim. Kontynuowano również kontratak na niektórych obszarach w regionie Charkowa w pobliżu granicy z Rosją, przejmując pełną kontrolę nad Małą Rohan i dużą częścią Wilchiwki. Według sztabu generalnego, odparto także rosyjskie ataki w obwodach donieckim i ługańskim. Następnie według ukraińskich wojskowych Rosjanie w dużej mierze zrezygnowali z marszu w rejonie Sum, ale przegrupowali się i kontratakowali w okolicach Iziumu. Ponadto Ukraińcy stwierdzili, że zestrzelili cztery rosyjskie samoloty, jeden helikopter, dwa drony i dwa pociski manewrujące w ciągu ostatnich 24 godzin, natomiast siły Ługańskiej Republiki Ludowej podały, że ukraińskie wojsko straciło w regionie 60 żołnierzy, sześć czołgów i trzy transportery opancerzone.
Szef wywiadu obronnego Ukrainy, generał brygady Kyrylo Budanov, stwierdził, że rosyjskie starania o obalenie rządu ukraińskiego nie powiodły się i że Putin próbuje teraz podzielić Ukrainę według „scenariusza koreańskiego”. Prezydent Wołodymyr Zełenski powiedział w rozmowie z rosyjskimi niezależnymi dziennikarzami, że jego rząd jest gotowy zaakceptować neutralny, nienuklearny status w ramach porozumienia pokojowego z Rosją, ale każde porozumienie wymagałoby zgody w ogólnokrajowym referendum. Dodał również, że wojska rosyjskie musiałyby się wycofać oraz odrzucił możliwość przyszłej demilitaryzacji Ukrainy. Z kolei separatystyczna Ługańska Republika Ludowa ogłosiła referendum w sprawie przystąpienia do Federacji Rosyjskiej. Nieco później strona ukraińska stwierdziła, że takie referendum jest sprzeczne z prawem międzynarodowym i dlatego nie uzna go.
Siły rosyjskie nie zrezygnowały z wysiłków zmierzających do ponownego rozmieszczenia sił w celu wznowienia głównych operacji ofensywnych na północny zachód od Kijowa. Ukraiński Sztab Generalny poinformował, że osłabione jednostki zostały przeniesione na Białoruś w celu wymiany ich na nowe wojska. Rosyjskie Siły Zbrojne umieściły pod jednym dowództwem wszystkie jednostki Wschodniego Okręgu Wojskowego wokół Kijowa i w rejonie Czarnobyla, aby zapewnić lepszą koordynację ich działań. OSW podał, że sytuacja militarna kolejną dobę pozostawała względnie stabilna. Ukraińcy odnotowali sukcesy w obwodzie sumskim, zajmując Trościaniec oraz miejscowości Krasnopole i Sławhorod. Siły rosyjskie poszerzyły obszar działania na południowy zachód od Kijowa, zajmując pozycje w okolicy Bojarki, skąd prowadzili ostrzał miejscowości. W kierunku Doniecka i Ługańska obrońcy odparli siedem ataków. Z kolei Rosjanie dalej rozbudowywali zaplecze logistyczne. Według Sztabu Generalnego w rejonie operacji działało do dziewięciu rosyjskich batalionów zabezpieczenia materiałowo-technicznego, jak również zorganizowano pięć centrów logistycznych.

### 28 marca
Siły ukraińskie podały, że odparto rosyjskie ataki na Browary oraz przeprowadzono udane kontrataki w Irpieniu i okolicach Charkowa na wschodzie kraju. Na froncie kijowskim zachodnie przedmieścia Bucza, Irpień, Hostomel i Makarów, jak również trasa do Żytomierza oraz obszary na północ od Wyszogrodu znalazły się pod ostrzałem rosyjskim. Później, mer Ołeksandr Markuszyn ogłosił, że miasto Irpień zostało w pełni odzyskane przez siły ukraińskie. Następnie Ministerstwo Obrony Ukrainy poinformowało, że siły rosyjskie przegrupowywały się w celu posuwania się w kierunku obwodów donieckiego i ługańskiego, częściowo kontrolowanych przez wspieranych przez Rosję separatystów, jednocześnie zbliżając do wybrzeża więcej okrętów wojennych na Morzu Czarnym i Azowskim. Z kolei w Mariupolu trwały ciężkie walki, a Rosjanom udało się zdobyć kolejne części miasta. Ukraińcy oskarżyli rosyjskie wojsko o przymusowe deportowanie miejscowych cywilów, w tym dzieci, do Rosji. MSZ Ukrainy określiło oblężone miasto jako obrócone w „pył”. Burmistrz Mariupola Wadym Bojczenko wezwał do całkowitej ewakuacji pozostałej ludności miasta. Rosyjskie Ministerstwo Obrony poinformowało, że wieczorem zniszczono duży skład paliwa w obwodzie rówieńskim na Ukrainie za pomocą pocisków manewrujących, natomiast według ukraińskich doniesień Rosjanie nocą kontynuowali naloty m.in. na Kijów, Łuck, Równe i Charków. W Łucku w północno-zachodniej Ukrainie doszło do trafienia w skład paliw. Według rosyjskich relacji zaatakowano 41 celów wojskowych na Ukrainie, w tym skład amunicji w obwodzie żytomierskim.
Według ukraińskiego wywiadu wojskowego 1 kwietnia tegoż roku na terytorium Rosji miała ruszyć masowa potajemna mobilizacja, w wyniku której rezerwiści mieli być kierowani do jednostek rosyjskich w rejonach działań zbrojnych na Ukrainie. Mobilizacja miała odbywać się w ramach programu BARS, który zakłada pilne formowanie rezerw armii rosyjskiej (kontrakty BARS podpisało ok. 100 tys. osób). Do działań bojowych mieli być również zaangażowani rosyjscy więźniowie.
Rosyjskie siły lądowe w północno-wschodniej Ukrainie straciły impet ofensywy i nie przeprowadziły żadnych udanych operacji ofensywnych przeciwko Czernihowowi, Sumom czy Charkowie w ciągu ostatniej doby. Rzecznik Ministerstwa Obrony Ukrainy Ołeksandr Motuzianyk podał, że wiele oddziałów rosyjskich musiało wycofać się na terytorium Rosji i na Białoruś, aby odbudować zdolność bojową żołnierzy i uzupełnić zapasy amunicji. Według niego „w niektórych rejonach armia rosyjska nie może już prowadzić działań ofensywnych obecnymi siłami i środkami”. Z kolei Ośrodek Studiów Wschodnich podał, że siły rosyjskie kontynuowały rotację, wycofując część zaangażowanych w walki pododdziałów na własne obszary i wprowadzając na ich miejsce zmiany z tych samych jednostek. Starcia trwały z różnym natężeniem na całym froncie. Na kierunku północno-wschodnim w okolicach Kijowa kontynuowana była wymiana ognia oraz rosyjski ostrzał i bombardowania. Areną walk był Irpień oraz miejscowości na pograniczu obwodów kijowskiego i żytomierskiego. Wojska rosyjskie wycofały się ze Sławutycza. Na kierunku wschodnim główne walki miały miejsce na pograniczu obwodu charkowskiego i Donbasu. Obrona ukraińska na południe od Iziumu utrzymywała pogranicze Topolśke–Kamjanka–Sucha Kamjanka, jednak obchodzili ją Rosjanie kierujący się w stronę Słowiańska. Na kierunku południowo-wschodnim najcięższe walki toczyły się o miasta Rubiżne, Popasna i Werchniotorećke. Kolejny dzień ostrzeliwano Siewierodonieck, Lisiczańsk i miejscowości w okolicach Gorłówki.

### 29 marca
Negocjatorzy ukraińscy i rosyjscy spotkali się w Stambule w Turcji na nowej rundzie rozmów osobistych. Ukraina zaproponowała przyjęcie neutralnego statusu w zamian za gwarancje bezpieczeństwa na wzór artykułu 5 NATO. Propozycje obejmowały także 15-letni okres konsultacji ws. statusu zaanektowanego przez Rosję Krymu oraz powrót wszystkich sił rosyjskich na pozycje sprzed inwazji. Rosyjskie Ministerstwo Obrony ogłosiło „drastyczne ograniczenie aktywności wojskowej” na frontach Kijowa i Czernihowa, co, jak wyjaśnił doradca prezydenta Rosji Władimir Miediński, nie jest równoznaczne z zawieszeniem broni. Departament Obrony USA ostrzegł, że obserwowany ruch armii rosyjskiej z Kijowa był prawdopodobnie „zmianą pozycji, a nie rzeczywistym wycofaniem”. Według zachodnich analityków ograniczenie działań rosyjskich wojsk lądowych w rejonie Kijowa traktowano jako logistyczną konieczność dla Rosjan w celu wycofania, odświeżenia i zreorganizowania jednostek.
Mimo negocjacji, naloty i walki naziemne trwały nieprzerwanie. Ukraińskie wojsko poinformowało, że powstrzymano rosyjskie siły inwazyjne na południowym i północnym wschodzie, kontratakując w niektórych kierunkach. Intensywne walki toczyły się na przedmieściach Kijowa, zwłaszcza na północnym wschodzie i zachodzie stolicy; w kilku obszarach armii ukraińskiej udało się odeprzeć wojska rosyjskie. W rejonie Mariupola strona rosyjska zdobyła kolejne tereny, które podzieliły miasto na kilka stref. Siły ukraińskie nadal utrzymywały centrum miasta. Rosja zintensyfikowała operacje na północno-wschodniej Ukrainie w celu połączenia swoich pozycji na południowy wschód od Charkowa ze swoimi siłami w obwodzie ługańskim. Rosyjskie operacje na południowo-wschodniej Ukrainie zakończyły się niepowodzeniem w obwodzie donieckim. Ponadto armii ukraińskiej udało się odepchnąć rosyjskie wojska od ukraińskiego miasta Krzywy Róg na 40–60 km. Rosyjskie ostrzał uderzył w budynek administracji obwodowej w Mikołajowie na południowym zachodzie Ukrainy, zabijając co najmniej 35 osób i raniąc 33 inne. Wieczorem pocisk uderzył w tymczasowy rosyjski obóz wojskowy w pobliżu miasta Biełgorod, 25 km od granicy rosyjsko-ukraińskiej. Władze rosyjskie podały, że cztery osoby zostały ranne i stwierdziły, że pocisk został wystrzelony z terytorium Ukrainy. Ukraina zaprzeczyła jednak tym doniesieniom, przypisując uderzenie błędowi ze strony Rosji. Armia ukraińska podała, że w walkach pod Charkowem zginął pułkownik Denis Kuryła, dowódca 200. Brygady Strzelców Zmotoryzowanych z rejonu Murmańska.
Po wypowiedziach ministra obrony Siergieja Szojgu Rosja ponownie zadeklarowała, że chce skoncentrować się na wschodnim Donbasie podczas inwazji na Ukrainę. Według rosyjskiej agencji Interfax głównym zadaniem jest „wyzwolenie” Donbasu. Główne zadania pierwszej fazy zostały zakończone. Potencjał ukraińskiego wojska został znacznie osłabiony. Ukraina nie ma już marynarki wojennej. Jeśli NATO dostarczy Ukrainie samoloty i obronę przeciwlotniczą, Rosja zareaguje w odpowiedni sposób. Według agencji RIA minister powiedział, że w ciągu ostatnich dwóch tygodni na Ukrainie zginęło ok. 600 zagranicznych najemników.
Brytyjskie Ministerstwo Obrony poinformowało, że ponad 1000 najemników z tzw. Grupy Wagnera zostało rozmieszczonych na wschodniej Ukrainie. OSW podało, że po raz pierwszy odnotowano zintensyfikowanie ataków na ukraińskie magazyny paliw (m.in. w Nikopolu i w okolicach Równego). Siły rosyjskie były powstrzymywane na wszystkich kierunkach, a Ukraińcy dokonywali skutecznych kontrataków. Na kierunku północno-wschodnim główne walki toczyły się na zachód od Kijowa. Na kierunku wschodnim walki toczyły się na pograniczu obwodów charkowskiego i donieckiego. Jednostki ukraińskie powstrzymały natarcie przeciwnika w kierunku Słowiańska i Barwinkowe. W obwodzie ługańskim broniły się Rubiżne, Lisiczańsk i Popasna, a w obwodzie donieckim Awdijiwka, Marjinka, Nju-Jork i Nowomychajływka oraz Wuhłedar. Na kierunku południowo-wschodnim Rosjanie kontynuowali ostrzał i podejmowali próby przełamania pozycji ukraińskich na południe od Zaporoża i Krzywego Rogu. Kolejną dobę ostrzeliwane były Czernihów, Nieżyn, Czuhujew i Mikołajów.

### 30 marca
Rosyjskie wojsko poinformowało, że trwała deeskalacja wokół Kijowa i Czernihowa w ramach „planowanego przegrupowania wojsk” w celu skoncentrowania się na regionie Donbasu. Ministerstwo Obrony Ukrainy stwierdziło, że nie zauważyło żadnego masowego wycofania sił rosyjskich, ale poszczególne jednostki zostały wycofane na Białoruś w celu uzupełnienia ciężkich strat, które poniosły i prawdopodobnie celem przeniesienia ich na inne osie natarcia. Mimo tego siły rosyjskie nadal utrzymywały pozycje wokół Kijowa, aby zachować przyszłe opcje ofensywne. W międzyczasie na przedmieściach Kijowa, w tym w okolicach Irpienia, trwały ciężkie walki i ostrzał. Następnie siły ukraińskie odparły kilka rosyjskich ataków w obwodach donieckim i ługańskim, a siły rosyjskie zajęły dalsze fragmenty terenu w Mariupolu, jednak poniosły tam ciężkie straty podczas zdobywania miasta. Lokalni urzędnicy donosili także o ciężkich ostrzałach Czernihowa oraz kontrolowanych przez Ukraińców obszarów w Donbasie, w tym Mariupola, Marjinki, Krasnohoriwki, Awdijiwki, Lisiczańska i innych osiedli. W Radzie Bezpieczeństwa ONZ ambasador Ukrainy stwierdził, że od początku inwazji Rosja straciła ponad 17 tys. żołnierzy, ponad 1700 pojazdów opancerzonych i prawie 600 czołgów.
Brytyjski wywiad obrony uznał rosyjską ofensywę, mającą na celu okrążenie ukraińskiej stolicy Kijowa, za porażkę. Brytyjscy eksperci wojskowi uznali za „bardzo prawdopodobne”, że Rosja przeniesie swoje zdolności bojowe z północnej Ukrainy na południowy wschód kraju. Tam ofensywa w obwodach ługańskim i donieckim miała zostać zintensyfikowana. Według OSW kontynuowano zwożenie amunicji do magazynów w strefie Czarnobylskiej Elektrowni Jądrowej. Ponadto Rosjanie wciąż mieli problemy z dyscypliną i uzupełnianiem strat oraz przywracaniem do stanu używalności uzbrojenia do tej pory zmagazynowanego. Sytuacja militarna nie zmieniła się znacząco. Na kierunku północno-wschodnim trwały walki na północnych–zachodnich obrzeżach Kijowa. Nieprzerwanie trwał ostrzał Czernihowa i pozycji ukraińskich w Nieżynie w obwodzie czernihowskim. Na kierunku wschodnim trwały starcia w obwodzie charkowskim, ługańskim i donieckim (oba pozostające pod kontrolą ukraińską). Rosjanie umocnili się na południe od Iziumu oraz kontynuowali natarcie na Słowiańsk. Kolejną dobę trwały walki w miastach Popasna, Rubiżne i w centrum Mariupola. Ostrzeliwane i bombardowane były Kreminna, Lisiczańsk i Siewierodonieck, Awdijiwka i Marjinka. Z kolei na kierunku południowo-wschodnim Rosjanie kontynuowali ostrzał pozycji ukraińskich na południe od Zaporoża i w okolicach Krzywego Rogu oraz umacniali swoje pozycje w rejonie Nowokarliwka–Łuhiwśke.

### 31 marca
Wojsko rosyjskie zwiększyło liczbę nalotów powietrznych, które skoncentrowały się głównie na obszarach Kijowa, Czernihowa, Iziumu oraz na południe od Charkowa i Donbasu. Według ukraińskiej firmy Energoatom większość sił rosyjskich, które okupowały dawną elektrownię atomową w Czarnobylu, opuściły Czarnobylską Strefę Wykluczenia i udała się w kierunku granicy ukraińskiej; zdarzały się również przypadki choroby popromiennej, która doprowadziła do paniki i prawie buntu. Według doniesień skażenie rosyjskich żołnierzy miało miejsce podczas kopania okopów wokół zakładu poprzez kontakt z materiałem radioaktywnym w ziemi. Następnie Międzynarodowa Agencja Energii Atomowej potwierdziła, że Rosjanie przekazali Ukrainie kontrolę nad elektrownią atomową. Z kolei wojska rosyjskie wycofywały się także z miasta Sławutycz, wracając na Białoruś. Oficer obrony USA poinformował, że siły rosyjskie wycofały się również z obszarów na północ i północny zachód od Kijowa, w tym z lotniska Hostomel. Z kolei siły ukraińskie przeprowadziły kilka lokalnych kontrataków wokół Kijowa, w północno-wschodniej Ukrainie i Chersoniu, skutecznie wywierając presję na siły rosyjskie, próbując zakłócić trwające ruchy wojsk w celu wymiany sił. Ukraińcy na północny zachód od Kijowa odepchnęli wojska rosyjskie na północ od autostrady E40 i wykorzystali również ograniczony rosyjski odwrót na wschód od Browarów, aby odzyskać obszary w obwodach kijowskim i czernihowskim. W wyniku kontrataków Ukraina odzyskała osady Zatyszsia, Malyniwka, Wesele, Zełenyj Haj i Czerwono w obwodzie zaporoskim oraz Słoboda i Łukaszywka w obwodzie czernihowskim. Natomiast Rosjanie w ciągu ostatniej doby przeprowadziły tylko operacje ofensywne w Donbasie i przeciwko Mariupolowi, lecz nie poczyniły żadnych większych postępów. Siły rosyjskie stwierdziły, że zajęły Zołotę Nywę w obwodzie donieckim i Żytłowkę w obwodzie ługańskim. Według źródeł ukraińskich rosyjskie pociski uderzyły w obiekt wojskowy i skład paliw we wschodnioukraińskim regionie Dniepru.
Międzynarodowy Komitet Czerwonego Krzyża (MKCK) poinformował, że konwój humanitarny był w drodze, aby dostarczyć pomoc i ewakuować ludność cywilną z oblężonego Mariupola. Wicepremier Iryna Wereszczuk powiedziała później, że 12 ukraińskich ciężarówek było w stanie dostarczyć humanitarne dostawy do Mariupola, jednak zostały przejęte przez wojska rosyjskie. Ponadto według Ukrainy Rosja zniszczyła prawie cały przemysł zbrojeniowy w kraju.
Według Jensa Stoltenberga rosyjskie jednostki nie wycofywały się, lecz przegrupowały w celu uzupełnienia zaopatrzenia i wzmocnienia swojej ofensywy w regionie Donbasu, jednocześnie utrzymując presję na Kijów i inne miasta. Sztab Generalny SZ Ukrainy poinformował, że na północnym wschodzie kraju Rosjanie usiłowali stworzyć nową grupę wojsk w celu zdobycia większej kontroli nad obwodami charkowskim, ługańskim i donieckim. Według Ośrodka Studiów Wschodnich cześć sił rosyjskich wycofała się z zajętych obszarów w obwodach kijowskim, czernihowskim i sumskim; według Pentagonu ok. 20% jednostek rosyjskich z północnej Ukrainy została przerzucona na wschód kraju. Sytuacja militarna nie zmieniła się znacząco. Na kierunku północno-wschodnim Rosjanie zintensyfikowali ostrzał pozycji ukraińskich wokół Kijowa, m.in. w Irpieniu i w Makarowie. Na kierunku wschodnim Ukraińcy odparli trzy ataki w okolicach Iziumu i na kierunku Słowiańska oraz pięć ataków w Donbasie. W obwodzie donieckim trwały walki o miejscowości Nowobachmutiwka, Marjinka i Zołota Nywa. Kolejny dzień pod ostrzałem znalazły się Kreminna, Lisiczańsk i Siewierodonieck. Na kierunku południowo-wschodnim strona ukraińska odzyskała kontrolę nad miejscowościami Koczubejiwka, Orłowe i Zahradiwka na pograniczu obwodów chersońskiego i dniepropetrowskiego.